# Royère-de-Vassivière
Pour les articles homonymes, voir Royère et Vassivière.
Royère-de-Vassivière (Roièra en occitan, prononcé Rouyèro) est une commune française située dans le département de la Creuse en région Nouvelle-Aquitaine.
Royère est une commune de moyenne montagne située au carrefour des lacs de Vassivière  et de Lavaud-Gelade sur le plateau de Millevaches. D'une superficie de plus de 7 000 hectares avec une altitude maximum de 831 mètres au signal du Picq, Royère-de-Vassivière est composée de 35 hameaux. Le bourg comprend des activités commerciales, administratives, culturelles (mairie, poste, école primaire, médiathèque, salle polyvalente, maison médicale, office du tourisme, gendarmerie, établissement d'accueil pour personnes âgées dépendantes ; pharmacie, épicerie, journaux, boulangerie-pâtisserie, boucherie, restaurant-bar, station service, atelier de mécanique, taxi-ambulances). Royère est intégrée au parc naturel régional de Millevaches en Limousin.

## Géograhie

### Localisation
Située au sud du département de la Creuse, au carrefour des lacs de Vassivière et de Lavaud-Gelade, la commune de Royère-de-Vassivière s'étend sur plus de sept mille hectares. Elle est limitrophe du département de la Haute-Vienne.
| Saint-Pardoux-Morterolles                                        | Saint-Pierre-Bellevue | Le Monteil-au-Vicomte, Saint-Yrieix-la-Montagne |
| Saint-Martin-Château                                             | Royère-de-Vassivière  | Saint-Marc-à-Loubaud                            |
| Peyrat-le-Château (Haute-Vienne), Beaumont-du-Lac (Haute-Vienne) | Faux-la-Montagne      | Gentioux-Pigerolles                             |

### Géologie et relief
Commune de moyenne montagne avec 831 mètres au signal du Picq, là où se situe le projet du parc éolien de Cassini ; elle fait partie intégrante du plateau de Millevaches, du site du lac de Vassivière en Limousin et du parc naturel régional de Millevaches en Limousin. C'est d'ailleurs sur le signal du Picq que Cassini en 1740 établit une station lui permettant de travailler. Les autres principaux sommets sont : la Roche du Pic à 819 mètres, le Puy Charvaud, le Puy Brousset, le Puy Charimont à 750 mètres, le Puy Imbert à 767 mètres, le Puy du Goulet à 782 mètres.
Le granite dont est composé le sous-sol se retrouve dans le patrimoine architectural en rappelant que l'histoire du pays passe par celle des « Maçons de la Creuse ».

### Hydrographie
Deux rivières principales traversent la commune : la Maulde et le Taurion.
- La Maulde qui prend sa source entre le lac de Faux et Gentioux-Pigerolles, se jette dans le lac de Vassivière près de la presqu'île de Broussat, puis ressort au niveau du barrage de Vassivière à Royère.

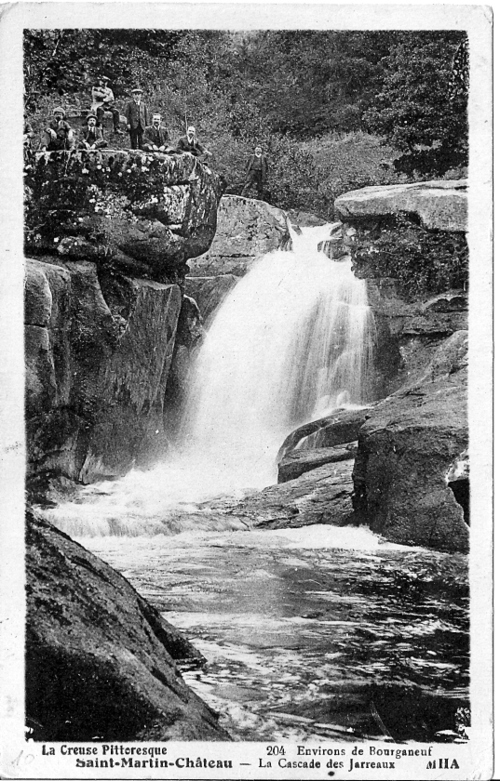
La cascade des Jarrauds en 1907.

Deux ruisseaux de la commune, le Langladure et le Tourtoulloux (appelé aussi la Buze) sont des affluents de la Maulde. Le Langladure a une longueur de 10,7 kilomètres. C'est juste après avoir accueilli les eaux du Langladure que la Maulde devient la Cascade des Jarrauds dans la commune mitoyenne de Saint-Martin-Château. Le Tourtoulloux, le ruisseau du Pic et le Rio Fourtou se rassemblent à 500 mètres du Compeix. Ils forment les Cascades d'Augerolles. Elles parcourent 4 kilomètres 650 en passant à côté d'Augerolles puis de Saint-Pardoux-Morterolles. Le Tourtoulloux va ensuite se jeter dans la Maulde à côté du Moulin de l'Âge.
Après un parcours de 35 km, la Maulde se jette dans la Vienne

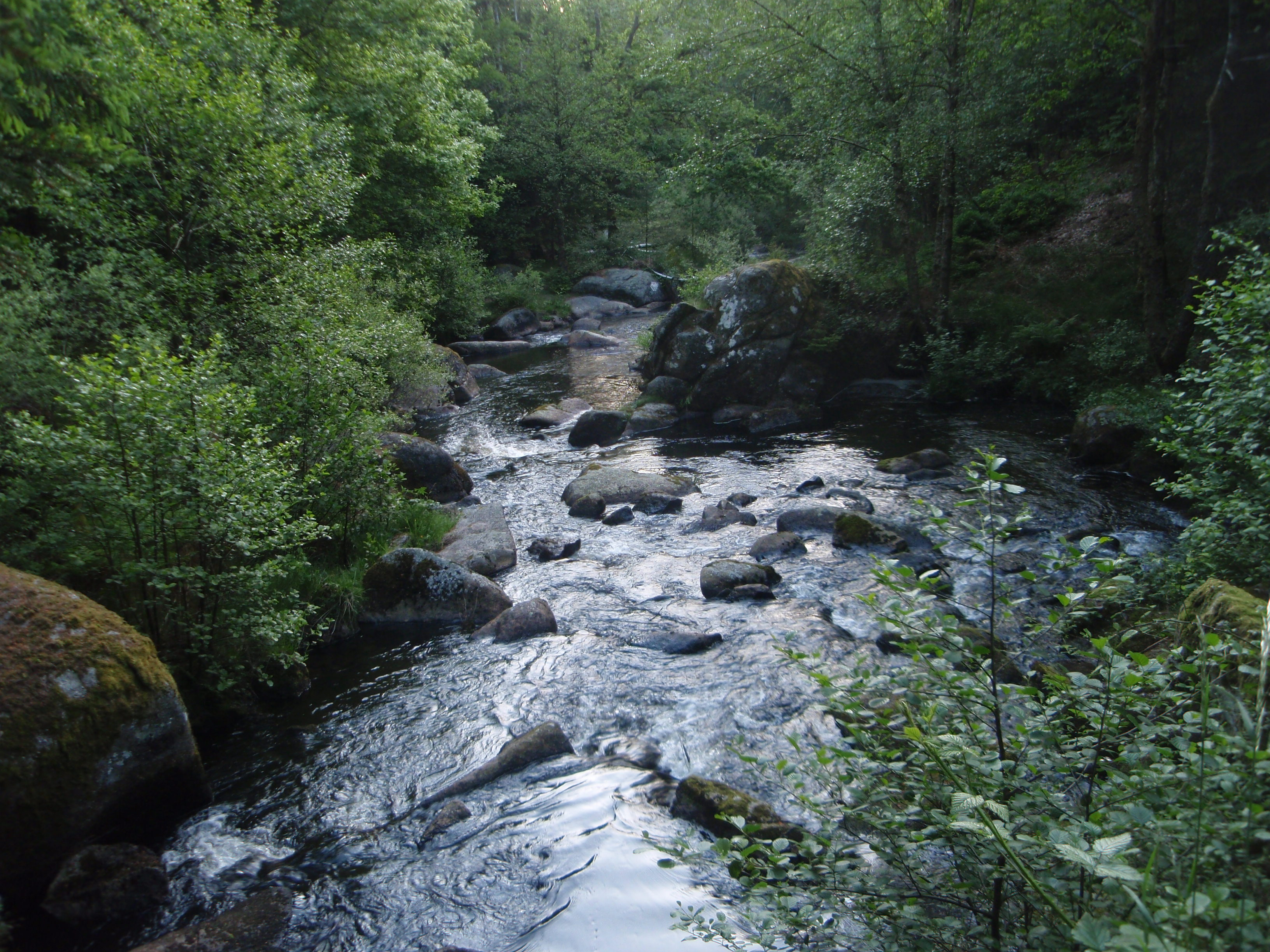
La rigole du diable (juin 2009).

Le Thaurion ou Taurion prend sa source à côté de Gentioux. Il passe dans le lac de Lavaud-Gelade puis dans la Rigole du diable qui désigne un segment du Thaurion.
La Rigole du Diable se situe entre le Monteil-au-Vicomte et Royère, elle s'étend sur deux kilomètres. Le ruisseau de Haute-Faye, ruisseau de la commune, est un affluent du Thaurion. Ensuite le Thaurion se dirige vers Bourganeuf. Il passe à côté de Chatelus-le-Marcheix et de Saint-Martin Terressus. Enfin, il se jette dans la Vienne à Saint-Priest après un parcours de 125 km.
Le lac de Vassivière (Vaciviéra en occitan) est un lac artificiel de 9,76 km². Plan d'eau le plus important du Limousin, il se situe au nord-ouest du plateau de Millevaches, au sein d'une forêt épaisse, dans un site exceptionnel. Le barrage dont résulte le lac a été construit de 1947 à 1950 et mis en service en 1950. Il est alimenté par la Maulde. Établi à 650 mètres d’altitude, il est situé pour partie en  Haute-Vienne et pour partie en Creuse. On remarquera à quel point le lac a transformé le territoire communal par exemple à Broussat. En effet, la désormais presqu'île, où se trouve une petite plage, est située sur la commune de Faux. Cependant une petite langue de terre le long du lac, séparée du reste de la commune, constitue une enclave.
Le lac de Lavaud-Gelade est situé sur les communes de Royère-de-Vassivière, Saint-Marc-à-Loubaud et Gentioux-Pigerolles. D'une surface de 285 hectares, il est alimenté par le Thaurion. Il est situé dans un site inscrit depuis le 24 décembre 1980.

### Climat
Pour des articles plus généraux, voir Climat de la Nouvelle-Aquitaine et Climat de la Creuse.
Historiquement, la commune est exposée à un climat montagnard.
En 2020, Météo-France publie une typologie des climats de la France métropolitaine dans laquelle la commune est exposée à un climat de montagne et est dans la région climatique Ouest et nord-ouest du Massif Central, caractérisée par une pluviométrie annuelle de 900 à 1 500 mm, maximale en automne et en hiver.
Pour la période 1971-2000, la température annuelle moyenne est de 9 °C, avec une amplitude thermique annuelle de 14,5 °C. Le cumul annuel moyen de précipitations est de 1 394 mm, avec 14,8 jours de précipitations en janvier et 8,6 jours en juillet. Pour la période 1991-2020, la température moyenne annuelle observée sur la station météorologique la plus proche, située sur la commune de Bourganeuf à 17 km à vol d'oiseau, est de 10,8 °C et le cumul annuel moyen de précipitations est de 1 184,0 mm,. Pour l'avenir, les paramètres climatiques de la commune estimés pour 2050 selon différents scénarios d'émission de gaz à effet de serre sont consultables sur un site dédié publié par Météo-France en novembre 2022.

### Paysages
L'environnement de Royère-de-Vassivière évolue comme l'ensemble du paysage du plateau de Millevaches. Les landes disparaissent peu à peu au profit des plantations des résineux. L'agriculture est en déclin laissant certaines prairies envahies par des friches.

#### Les tourbières

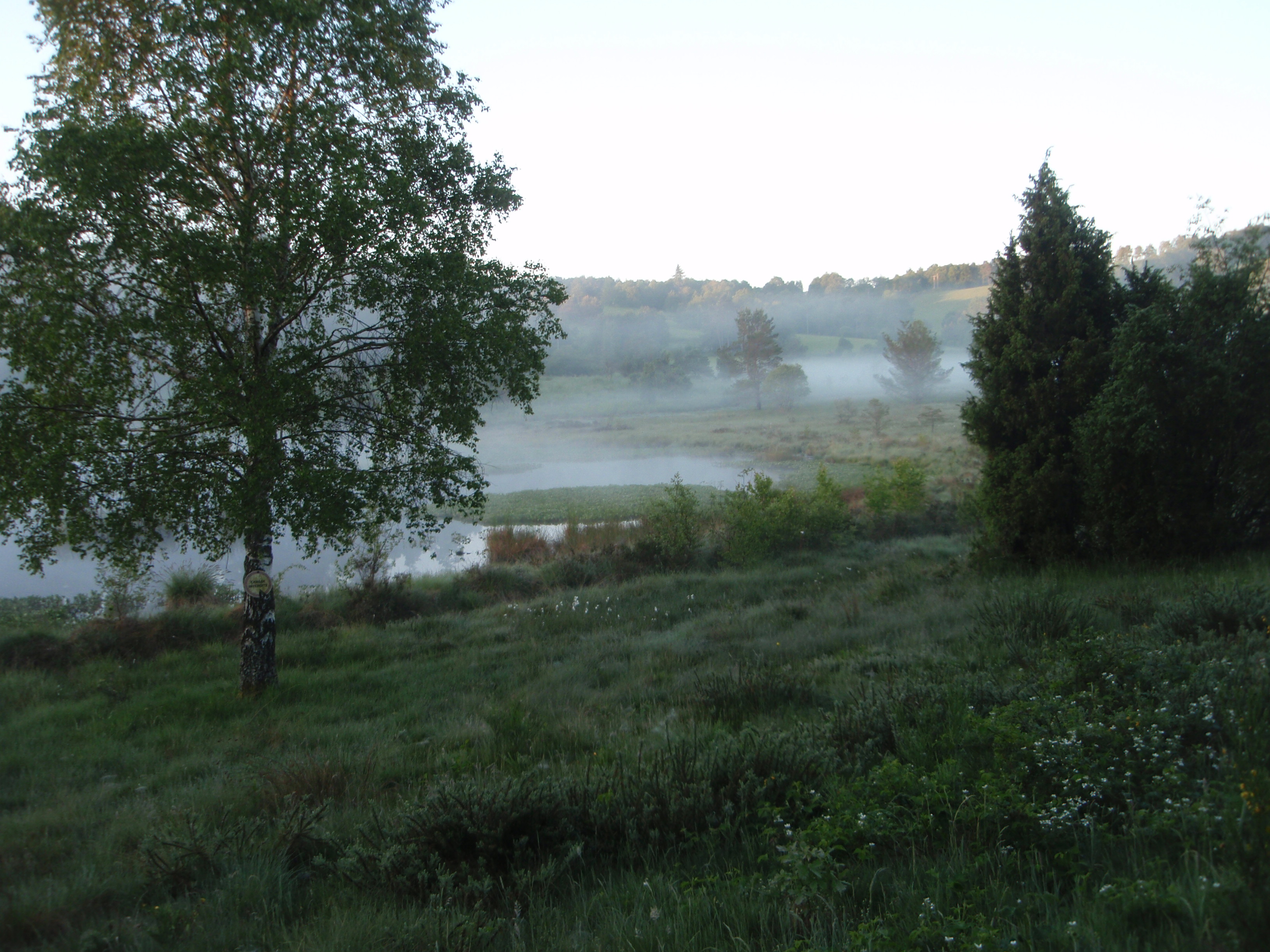
La tourbière d'Auzoux-Auchaise.

Royère présente de nombreuses tourbières sur son territoire : tourbière d'Auzoux-Auchaise, tourbière d'Orladeix, tourbière de Masgrangeas, tourbière de la Mazure. Une tourbière est un écosystème très original, fragile, une zone humide caractérisée par l'accumulation progressive de la tourbe, un sol caractérisé par sa très forte teneur en matière organique majoritairement végétale, peu ou pas décomposée. Cette caractéristique fait des tourbières des puits de carbone.
La faune est pauvre et très spécialisée : le lézard vivipare, le pipit farlouse, la vipère péliade qui bénéficie d'un statut de protection partielle dans la liste de l’arrêté du 22 juillet 1993, le circaète Jean-le-Blanc (Circaetus Galicus) : c'est un oiseau, rapace diurne de la famille des Accipitridés. Sa silhouette ressemble à celle d’une grosse buse. Ses ailes et sa queue sont larges et son ventre est clair tandis que sa poitrine et sa tête sont plus sombres. Il se nourrit presque exclusivement de serpents. En ce qui concerne la flore, on trouve de nombreuses espèces rares dont toutes les espèces de Droséra.
La tourbe servait encore au XXe siècle de combustible pour le chauffage. Une fois séchée, elle peut brûler mais assez difficilement, il peut être nécessaire de la faire brûler avec du bois.
Afin de protéger le site, la Communauté de communes Bourganeuf et Royère-de-Vassivière a acheté en 2007, près de 88 hectares de la tourbière de la Mazure située sur les communes de Royère et de Saint-Pierre-Bellevue. Placée sous le régime forestier, la tourbière est gérée par l’Office national des forêts.

#### Les forêts
Les grands espaces sont essentiellement occupés par les forêts. Les arbres de la région sont des feuillus comme le hêtre, le chêne, le bouleau, le châtaignier et le frêne. Mais depuis près d'un siècle, il est planté pour l'exploiter des forêts de résineux (Douglas alias Pin de l'Orégon et épicéa). Ces forêts sont propices aux randonnées (à pied, à cheval, à VTT et mécanisées).

## Urbanisme

### Typologie
Au 1er janvier 2024, Royère-de-Vassivière est catégorisée commune rurale à habitat très dispersé, selon la nouvelle grille communale de densité à 7 niveaux définie par l'Insee en 2022.
Elle est située hors unité urbaine et hors attraction des villes,.
La commune, bordée par un plan d’eau intérieur d’une superficie supérieure à 1 000 hectares, le lac de Vassivière, est également une commune littorale au sens de la loi du 3 janvier 1986, dite loi littoral. Des dispositions spécifiques d’urbanisme s’y appliquent dès lors afin de préserver les espaces naturels, les sites, les paysages et l’équilibre écologique du littoral, tel le principe d'inconstructibilité, en dehors des espaces urbanisés, sur la bande littorale des 100 mètres, ou plus si le plan local d’urbanisme le prévoit.

### Occupation des sols
L'occupation des sols de la commune, telle qu'elle ressort de la base de données européenne d’occupation biophysique des sols Corine Land Cover (CLC), est marquée par l'importance des forêts et milieux semi-naturels (72 % en 2018), une proportion sensiblement équivalente à celle de 1990 (72,3 %). La répartition détaillée en 2018 est la suivante : 
forêts (59,4 %), milieux à végétation arbustive et/ou herbacée (12,6 %), prairies (10,2 %), zones agricoles hétérogènes (9,4 %), eaux continentales (7,1 %), espaces verts artificialisés, non agricoles (0,9 %), zones humides intérieures (0,3 %). L'évolution de l’occupation des sols de la commune et de ses infrastructures peut être observée sur les différentes représentations cartographiques du territoire : la carte de Cassini (XVIIIe siècle), la carte d'état-major (1820-1866) et les cartes ou photos aériennes de l'IGN pour la période actuelle (1950 à aujourd'hui).

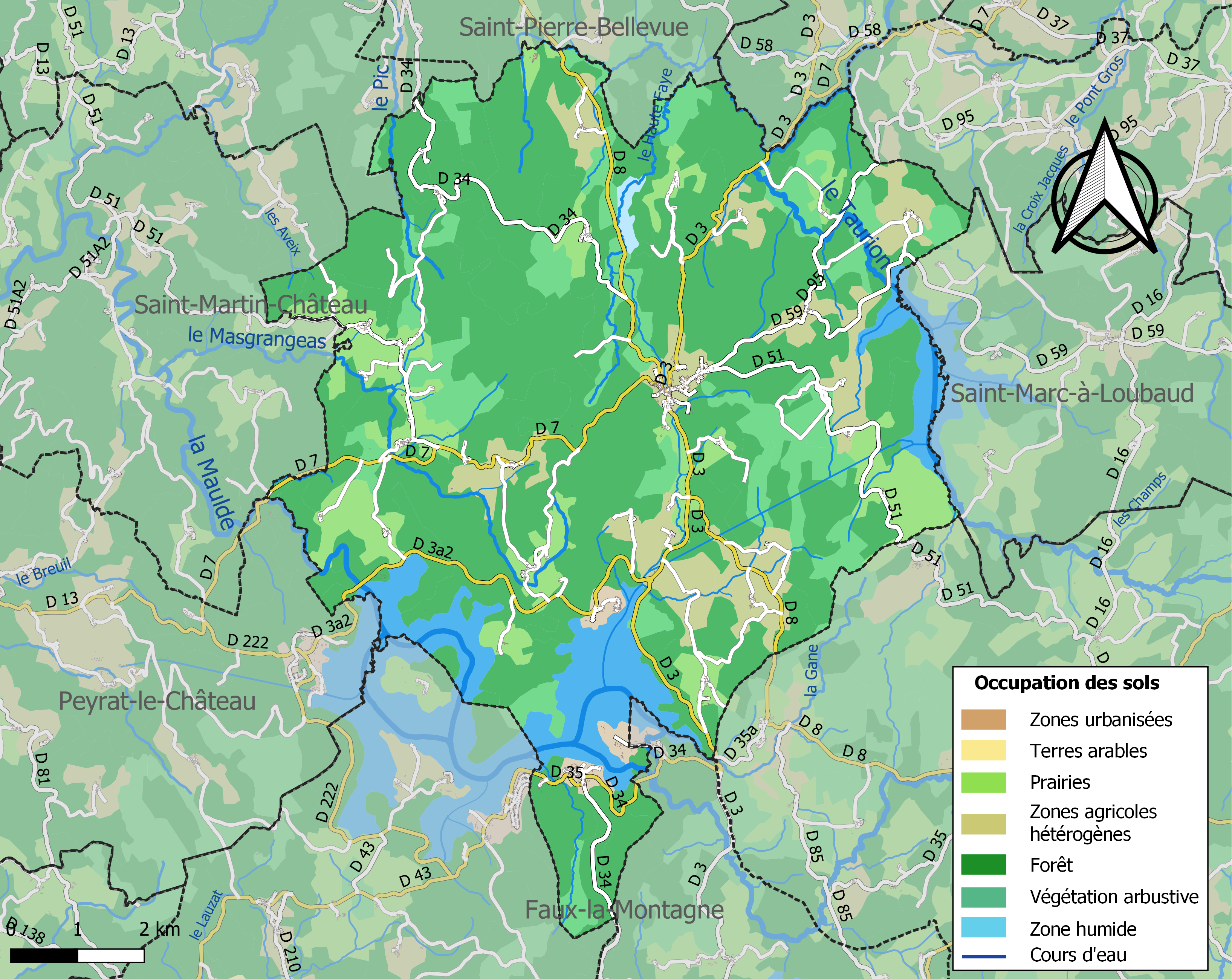
Carte des infrastructures et de l'occupation des sols de la commune en 2018 (CLC).

### Lieux-dits, hameaux et écarts
La commune comprend trente-cinq villages ou hameaux, Andaleix, Arfeuille, Arpeix, Auchaise, Auzoux, Beaubier, les Bordes, Chassagnas, le Châtaignoux, le Cloux, le Feix, Haute-Faye, Jansanas, Jansanetas, Langladure (dont le Moulin de Langladure), Lascaux, le Leyris, Masgrangeas, le Mas, le Mazeau, la Mazure, Orladeix, le Picq, Prugnolas, Rochas, Roudersas, Rubeyne, Soumeix, Vaux, Vauveix, Verdinas, Vergnolas, le Villard, Villecros et Vincent. Différentes graphies peuvent être trouvées dans différentes archives, par exemple le Picq est noté le Pic et Lascaux, Lascau, sur le cadastre napoléonien ; Jansanas et Jansanetas sont orthographiés Jeansanas et Jeansanetas sur le plan de la commune de 1852, Archives Départementales de la Creuse, rubrique "patrimoine et territoire".
Cette liste de 35 implantations complétée de Jarjavaly (une ferme isolée, en ruine) correspond au plan communal de 1852. Sur la plaque commémorative de la Première Guerre mondiale (1914-1918) visible dans l'église de Royère, Fontchaud, la Jassine, le Nouhaud et Vaurillas sont cités. Cabanil et Larfouillère sont mentionnés dans le recensement de 1876 (Archives départementales de la Creuse). Enfin "les Chabrières" est mentionné dans le dictionnaire des communes de la Creuse.
Vauveix est le village le plus éloigné du bourg (10,2 kilomètres), mais cet éloignement est dû en bonne part à la création du Lac de Vassivière. La distance antérieure était de 6,5 kilomètres selon le plan communal de 1852. D'autres distances se sont accrues, par exemple le Feix se trouve à 5,8 km du bourg selon le tracé de la route départementale D51, alors que la distance par les anciens chemins était de 3 800 mètres.

### Logement
En 2020, le nombre total de logements dans la commune était de 694, alors qu'il était de 742 en 2014 et de 700 en 2009.
Parmi ces logements, 38,6 % étaient des résidences principales, 58,4 % des résidences secondaires et 3 % des logements vacants. Ces logements étaient pour 95,2 % d'entre eux des maisons individuelles et pour 4,6 % des appartements.
Le tableau ci-dessous présente la typologie des logements à Royère-de-Vassivière en 2020 en comparaison avec celle de la Creuse et de la France entière. Une caractéristique marquante du parc de logements est ainsi une proportion de résidences secondaires et logements occasionnels (58,4 %) supérieure à celle du département (19,8 %) et à celle de la France entière (9,7 %). Concernant le statut d'occupation des résidences principales, 71,6 % des habitants de la commune sont propriétaires de leur logement (70,3 % en 2014), contre 72,9 % pour la Creuse et 57,5 pour la France entière.
| Typologie                                               | Royère-de-Vassivière | Creuse | France entière |
| ------------------------------------------------------- | -------------------- | ------ | -------------- |
| Résidences principales (en %)                           | 38,6                 | 64,3   | 82,1           |
| Résidences secondaires et logements occasionnels (en %) | 58,4                 | 19,8   | 9,7            |
| Logements vacants (en %)                                | 3                    | 15,9   | 8,2            |

### Voies de communication et transports

#### Transports en commun
- Réseau TransCreuse

### Risques majeurs
Le territoire de la commune de Royère-de-Vassivière est vulnérable à différents aléas naturels : météorologiques (tempête, orage, neige, grand froid, canicule ou sécheresse) et séisme (sismicité faible). Il est également exposé à un risque technologique, la rupture d'un barrage, et à un risque particulier : le risque de radon. Un site publié par le BRGM permet d'évaluer simplement et rapidement les risques d'un bien localisé soit par son adresse soit par le numéro de sa parcelle.

#### Risques naturels

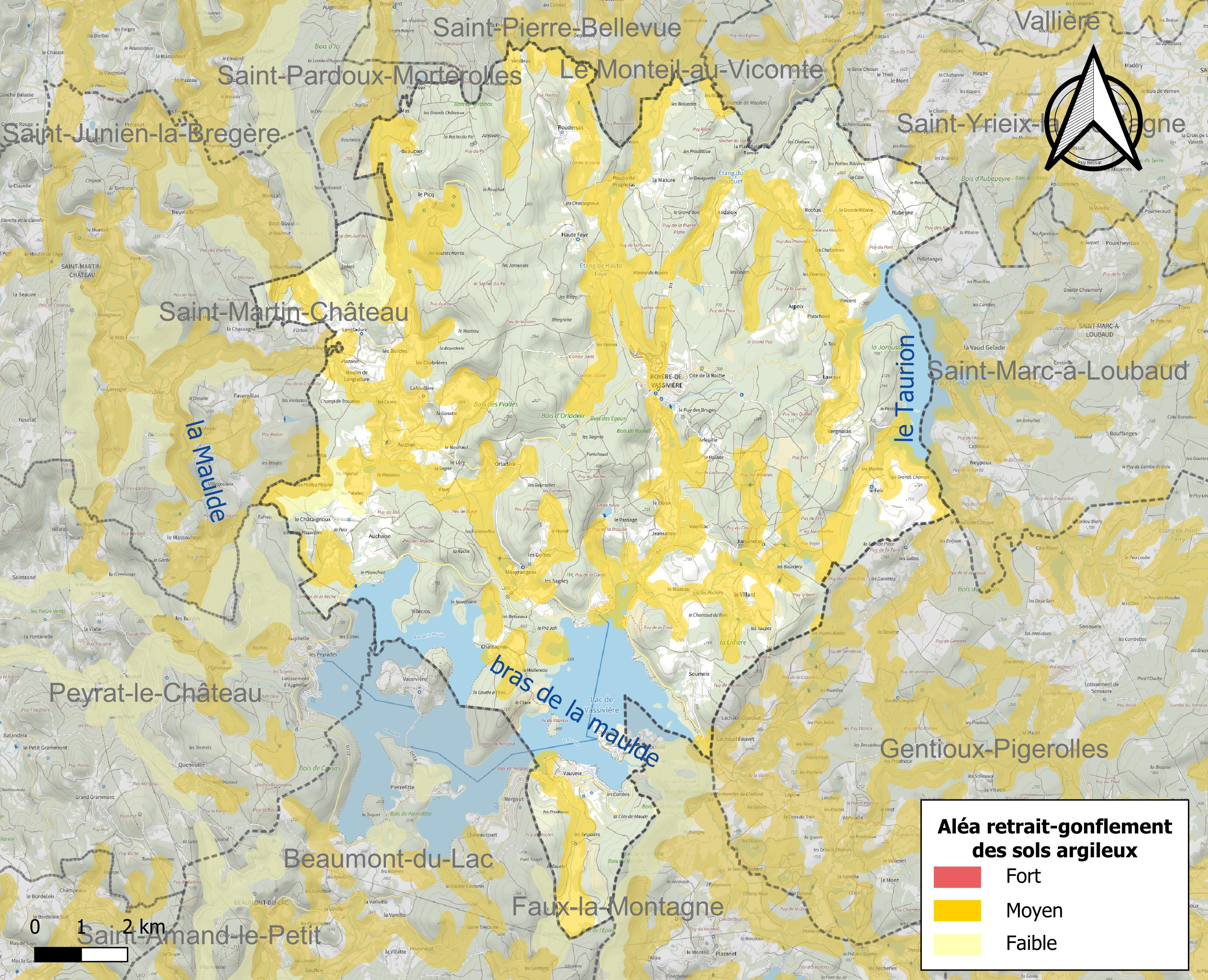
Carte des zones d'aléa retrait-gonflement des sols argileux de Royère-de-Vassivière.

Le retrait-gonflement des sols argileux est susceptible d'engendrer des dommages importants aux bâtiments en cas d’alternance de périodes de sécheresse et de pluie. 30,5 % de la superficie communale est en aléa moyen ou fort (33,6 % au niveau départemental et 48,5 % au niveau national). Sur les 619 bâtiments dénombrés sur la commune en 2019, 263 sont en aléa moyen ou fort, soit 42 %, à comparer aux 25 % au niveau départemental et 54 % au niveau national. Une cartographie de l'exposition du territoire national au retrait gonflement des sols argileux est disponible sur le site du BRGM,.
Par ailleurs, afin de mieux appréhender le risque d’affaissement de terrain, l'inventaire national des cavités souterraines permet de localiser celles situées sur la commune.
La commune a été reconnue en état de catastrophe naturelle au titre des dommages causés par les inondations et coulées de boue survenues en 1982 et 1999. Concernant les mouvements de terrains, la commune a été reconnue en état de catastrophe naturelle au titre des dommages causés par des mouvements de terrain en 1999.

#### Risques technologiques
La commune est située en amont du barrage de Vassivière, un ouvrage sur la Maulde de classe A soumis à PPI disposant d'une retenue de 106 millions de mètres cubes. Elle n'est donc pas susceptible d’être touchée par l’onde de submersion consécutive à une éventuelle rupture de cet ouvrage.

#### Risque particulier
Dans plusieurs parties du territoire national, le radon, accumulé dans certains logements ou autres locaux, peut constituer une source significative d’exposition de la population aux rayonnements ionisants. Certaines communes du département sont concernées par le risque radon à un niveau plus ou moins élevé. Selon la classification de 2018, la commune de Royère-de-Vassivière est classée en zone 3, à savoir zone à potentiel radon significatif.

## Toponymie
Royère s'écrivait Rouaria en 631, Rohéria en 1340, Royera en 1518, Rouyere en 1580, Royère en 1650 et enfin Royère-de-Vassivière en 1968.
Tout comme la commune de Royères en Haute-Vienne ainsi que de nombreux villages du Limousin, elle doit son nom au royer, nom ancien du chêne rouvre.
Vassivière est évidemment le nom du lac que la commune partage avec d'autres. Le terme est emprunté au lexique du pastoralisme. Vassivière était le nom d'un des villages noyés par la mise en eau du lac en 1950. Ce toponyme faisait très probablement référence à des pâtures destinées aux brebis.

## Histoire

### Antiquité
L’histoire de Royère-de-Vassivière a sans doute débuté à l’époque gallo-romaine, comme en témoignent encore certains vestiges. Zénon Toumieux mentionne dans son ouvrage Royère : jadis et aujourd'hui de 1886, des vestiges d'un camp romain. De même, il signale de nombreuses traces de fortifications destinées à surveiller et contrôler les chemins des vallées.

### Moyen Âge
La Baronnie de Peyrat au XIIIe siècle : vers 1260, au moment où la vicomté d'Aubusson et le Comté de la Marche furent réunis, on en démembra une partie en faveur de Guy de Lusignan frère de Hugues XII. Ce démembrement comprenait un assez vaste territoire avec Nedde et Peyrat dans la vallée supérieure de la Vienne, Bourganeuf et Pontarion sur le Taurion, Royère entre ces deux rivières. Le nouveau possesseur, tout au moins ses successeurs sous le nom de barons de Peyrat, hommagèrent directement à Alphonse, comte de Poitiers, en sorte que leur domaine, à travers toutes ses vicissitudes, fut désormais considéré comme une enclave du Poitou en plein Limousin. Au moment de la Révolution, cette enclave de Bourganeuf (ou enclave intérieure) mesurait 72 000 hectares de superficie.
XIVe et XVe siècles : pendant cette période, la France et l’Angleterre s’affrontèrent lors de nombreux conflits, entrecoupés de trêves plus ou moins longues. C'est la guerre de Cent Ans, qui en fait dura 116 ans (1337 à 1453). À cette époque, selon Zénon Toumieux, le bourg de Royère était groupé autour de deux châteaux, l'un qui appartenait au seigneur d'Aubepeyre, l'autre qui, selon toute probabilité, était la propriété du Baron de Peyrat. Le premier château portait le nom de Tour de Royère, en fait il s'agissait d'une maison avec une tour qui disparut au fil des ans. Le deuxième château, véritable forteresse devait se situer au lieu-dit « La Motte ». Ce château a dû être détruit pendant la guerre de cent ans. Lorsque les Anglais assiégèrent et prirent le château de Monteil, ils avaient déjà détruit celui de Peyrat : Royére dépendait depuis 1260 de la baronnie de Peyrat, ils durent lui faire subir le même sort. C'est aussi à cette époque que sévit dans la Marche comme dans toute l'Europe la peste noire, qui décimera un tiers de la population européenne.

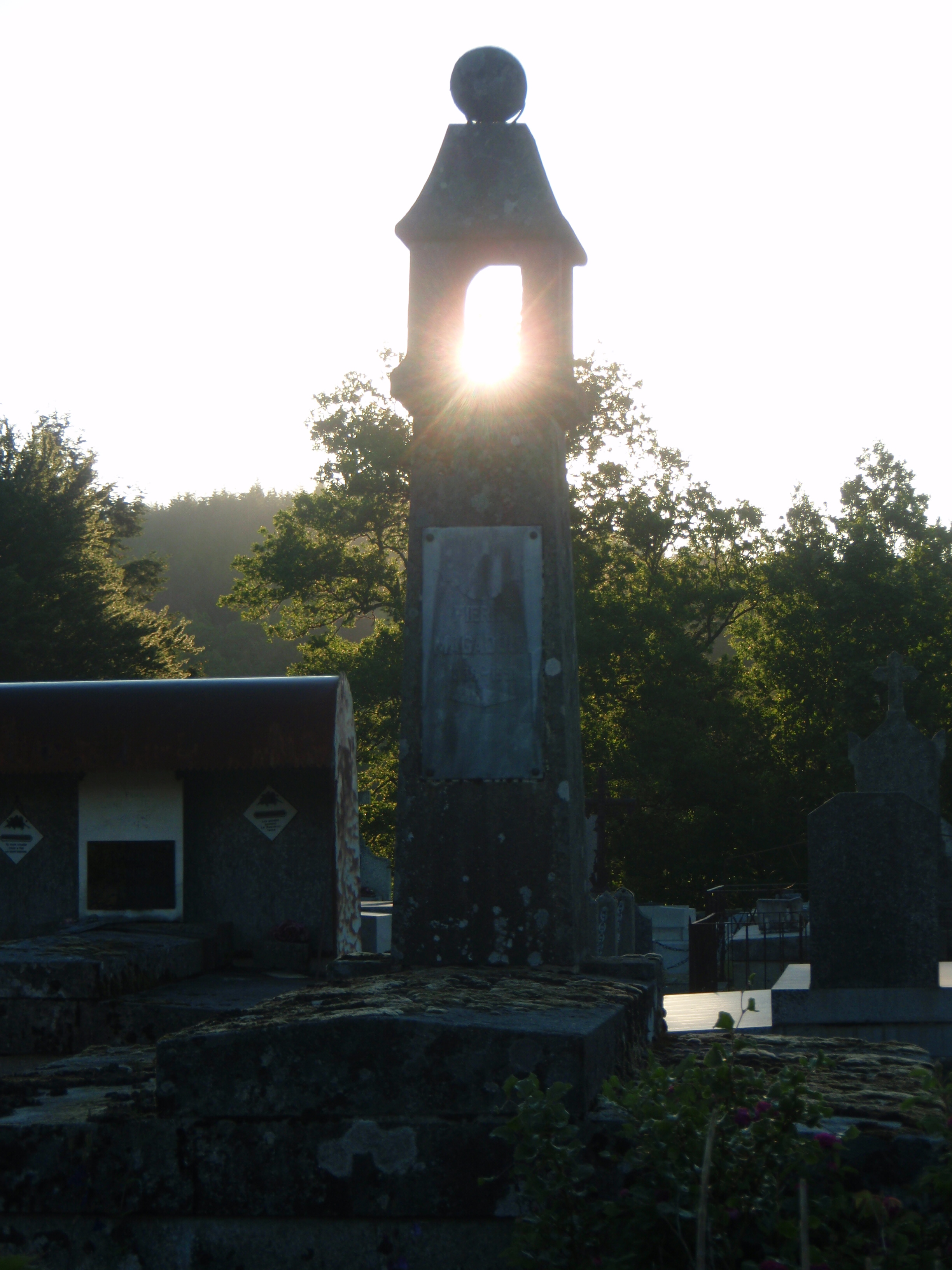
Lanterne des morts dans le cimetière.

Les cimetières de Royère : avant 1776, Royère possédait plusieurs lieux d'inhumations :
- L'intérieur de l'église était réservé aux curés de la fabrique de Royère, aux bourgeois et à l'exception de rares artisans et laboureurs. Parmi ces bourgeois, on retrouve les familles Coutisson, Dandaleix, Darfeuille, Jabouille, Larthe (dont certains membres possédaient la baronnie du Leyris), Leblanc et Roux.
- Le cimetière à l'extérieur autour de l'église permettait d'inhumer les habitants baptisés. Chaque village de Royère y possédait son propre tombeau. Les enfants, morts à la naissance ou avant d'être baptisés, étaient mis en terre à l'extérieur du cimetière considéré par l'église comme une terre sainte.

À partir de 1776, l'inhumation à l'intérieur de l'église est interdite, pour des raisons d'hygiène, par déclaration royale, à l'exception de celle des curés. À Royère, cette interdiction est aussitôt respectée, la dernière inhumation profane est celle de Marie Lenoir en 1774.
Dès 1779, il est décidé de déplacer le cimetière situé à côté de l'église Saint-Germain vers l'extérieur du bourg. Mais ce n'est qu'après de nombreuses péripéties que le nouveau cimetière sera ouvert en 1856. L'ancien cimetière sera transformé en place sous l'administration de M. Toumieux. Aujourd'hui, le monument aux morts de la commune est implanté sur cette place qui surplombe la place de la Mayade.

### Époque moderne
Royère et la Révolution française : dans les cahiers de doléances de Royère, il est notamment demandé l'Égalité par une nouvelle répartition des tailles royales ; la noblesse et le clergé doivent aussi être imposés. Toute contribution d'impôts doit être assise sur les biens et non sur les personnes. La loi du 14 décembre 1789 établit l'uniformité entre les villes et les campagnes, et remis entre les mains d'un Maire, assisté d'un conseil électif, tous les pouvoirs municipaux. Denis Coutisson de Vincent (1756-1794) fut le premier Maire de Royère.
En 1790, les électeurs du canton de Royère étaient Coutisson de Vincent, avocat ; Joulot, prêtre-curé ; Rouard, prêtre-curé ; Dumasfaure ; Joubert ; Tromonteil, prêtre-curé ; Chauveix, prêtre-curé ; Darfeuille; Lepetit ; et Darfeuille de Rubenne de la Brousse.
En 1792, Denis Coutisson de Vincent fut désigné comme membre du Directoire du département de la Creuse et remplacé comme maire par son frère François-Léonard Coutisson dit "L'Abbé Lascaux" (1749-1838).
Le 21 juillet 1793, les citoyens de Royère se réunirent, sous la présidence de Pierre Dumasfaure, le plus âgé et de François Paslin, le plus jeune. Les 524 votants acceptèrent à l'unanimité la Constitution de l'an I qui devait être approuvée par référendum. Ils désignèrent Pierre Bourrichon pour se rendre à Paris signifier à la convention ce vote de Royère.

### Époque contemporaine
XIXe siècle : comme dans toutes les communes du département, beaucoup d'hommes partaient tous les ans dans les grandes villes sur les chantiers du bâtiment pour se faire embaucher comme maçon, charpentier, couvreur... C'est ainsi que les maçons de la Creuse devinrent bâtisseurs de Cathédrale. En 1624, ils construisirent la digue de La Rochelle, au XIXe siècle, ils participèrent à la construction du Paris du baron Haussmann. Initialement temporaire de mars à novembre, l'émigration devint définitive : ainsi la Creuse a perdu la moitié de sa population entre 1850 et 1950. On retrouve dans le livre Mémoires de Léonard, ancien garçon maçon de Martin Nadaud, la description de cet exode qui marqua si fortement les modes de vie.

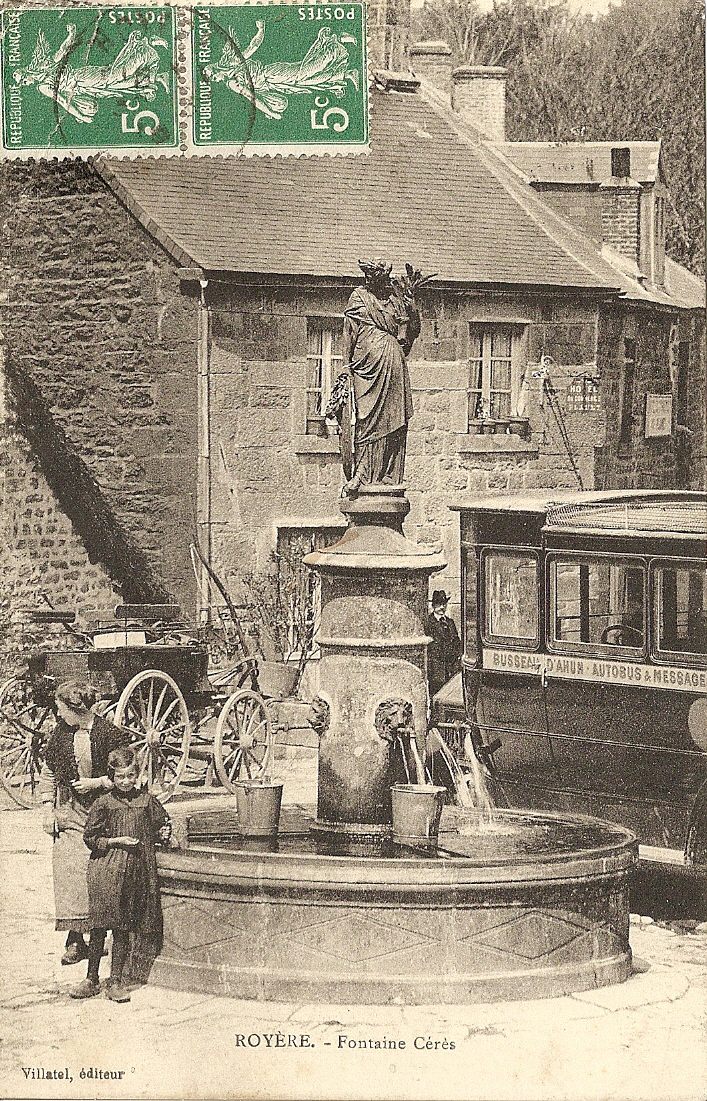
Place de la Mayade et la fontaine de Cérès en 1919.

Pour Royère en 1847, la commune comptait 2 280 habitants et 390 migrants soit 17,1 % de la population. Parmi ces 390 migrants, 300 étaient maçons et 82 tailleurs de pierre.
XXe siècle : le dialecte limousin était jusqu'au XVIe siècle la langue officielle de la région. Le limousin reste la langue orale dominante jusqu'au début du XXe siècle, époque à partir de laquelle le français prend le dessus.

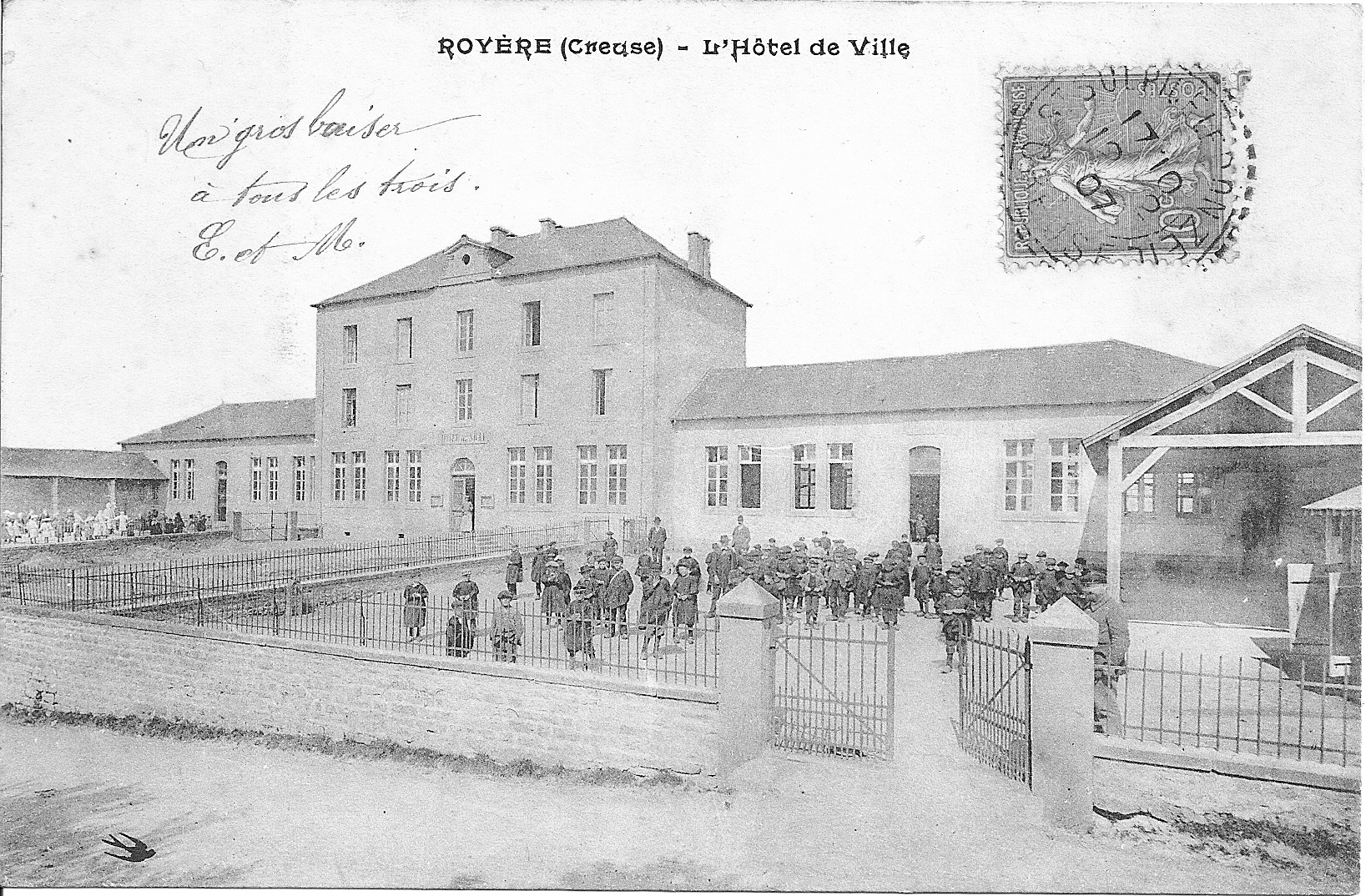
L'école de la République en 1907.

Le bâtiment de l'école de la République, comme tous ceux du début du XXe siècle, comprenait l'hôtel de ville au centre qui était entouré par une école de filles et une école de garçons. Au-dessus de l'hôtel de ville il y avait les logements des instituteurs : les hussards noirs de la République . Souvent les instituteurs assuraient en plus de leur enseignement, les tâches administratives de la commune, comme secrétaire de mairie …
On trouve encore la trace de l'occitan limousin dans de nombreux patronymes et noms de lieux. La langue a également laissé sa trace dans les tournures de phrases (limousinismes) des Limousins, ainsi que dans leur accent.
Pour Royère, 141 noms datant de la Première Guerre mondiale sont inscrits sur le monument aux morts. Ce monument présente un caractère patriotique et nationaliste, assez original dans le secteur, et en totale opposition avec celui de Gentioux. Il porte de plus une inscription jamais vue ailleurs en Limousin : « morts pour la CIVILISATION ». Cette ouvre un débat : pourquoi à Royère et pas ailleurs ? Parmi eux, Félix Baudy, né à Royère le 18 septembre 1881, fusillé pour l'exemple à 34 ans, sa compagnie ayant refusé de repartir à l'assaut. Il a été réhabilité en 1934.
Pendant la Seconde Guerre mondiale, le maquis du Limousin était l'un des plus grands et actifs maquis de France. Georges Guingouin joua un rôle de premier plan dans la Résistance française à la tête de ce maquis. La région a été profondément marquée par les 99 pendus de Tulle et le massacre d'Oradour-sur-Glane en juin 1944 à la suite du débarquement de Normandie et du passage de la 2e division SS Das Reich.
En 1950, le lac de Vassivière est créé en amont d'un barrage EDF. Il alimente l'usine hydro-électrique du Mazet. La vocation première du lac a créé un bel atout pour le tourisme Limousin. C'est en 1968 que Royère, à l'initiative de son maire le Docteur Ferrand, est devenu Royère-de-Vassivière.

## Politique et administration

### Région
Le Limousin  est une des 26 régions françaises composée des trois départements Corrèze, Creuse et Haute-Vienne. Situé presque en totalité sur le Massif central, au 1er janvier 2005, il regroupait 724 243 habitants sur près de 17 000 km2. Ses habitants sont appelés les Limousins. Depuis 2016, la région Limousin est intégrée à la région Nouvelle-Aquitaine (fusion de Aquitaine-Limousin-Poitou-Charentes).

### Circonscription
Royère appartient à la 2e circonscription de la Creuse. Celle-ci est composée des cantons de : Ahun, Aubusson, Auzances, Bellegarde-en-Marche, Boussac, Chambon-sur-Voueize, Châtelus-Malvaleix, Chénérailles, La Courtine, Crocq, Évaux-les-Bains, Felletin, Gentioux-Pigerolles, Jarnages, Pontarion, Royère-de-Vassivière, Saint-Sulpice-les-Champs.

### Département
Le département a été créé à la Révolution française, le 4 mars 1790 en application de la loi du 22 décembre 1789, essentiellement à partir de l'ancienne province de la Marche. Ses habitants sont appelés les Creusois.
Les conseillers généraux sont élus dans le cadre des cantons pour une durée de six ans. Dans la Creuse, il y a 27 cantons et donc 27 conseillers généraux. Ces derniers élisent en leur sein le président du conseil général de la Creuse.
Le canton de Royère-de-Vassivière comporte 7 communes : Le Monteil-au-Vicomte, Royère-de-Vassivière, Saint-Junien-la-Bregère, Saint-Martin-Château, Saint-Moreil, Saint-Pardoux-Morterolles, Saint-Pierre-Bellevue.

### Communauté de communes
Royère-de-Vassivière fait partie de la Communauté de Communes Bourganeuf-Royère. Celle-ci regroupe vingt communes : Auriat, Bosmoreau-les-Mines, Bourganeuf, Faux-Mazuras, Le Monteil-au-Vicomte, Mansat-la-Courrière, Masbaraud-Mérignat, Montboucher, Royère-de-Vassivière, Saint-Amand-Jartoudeix, Saint-Dizier-Leyrenne, Saint-Martin-Château, Saint-Martin-Sainte-Catherine, Saint-Moreil, Saint-Junien-la-Bregère, Saint-Pardoux-Morterolles, Saint-Pierre-Bellevue, Saint-Pierre-Chérignat, Saint-Priest-Palus et Soubrebost.
Les principaux objectifs de la politique intercommunale sont le développement économique, l'amélioration de l’habitat, la préservation du patrimoine naturel et la mise en valeur de l’héritage culturel, le maintien et l'accueil des populations et des activités économiques.
La communauté de communes de Bourganeuf et de Royère-de-Vassivière a restauré les sites de la Martinèche, à Soubrebost, où Martin Nadaud a vu le jour et s’est éteint. Il a été créé un espace de mémoire, de visites et d’animation autour de Martin Nadaud. Cet espace a ouvert en 2011, on y trouve un musée autour de la vie et de l’œuvre de Martin Nadaud. Dans le jardin on trouve des bornes sonores où sont diffusés des extraits des "Mémoires" du "Grand-Homme" de la Creuse.

### Liste des maires
Lors des élections municipales du 9 mars 2008, Anne Marie Reyre, maire sortant, ne s'est pas représentée. Le nombre de votants a été de 405 sur les 475 inscrits soit 85,26 % de participation. Parmi ces votants 391 se sont exprimés soit 82,32 % des inscrits. À l'issue de ce vote Raymond Rabeteau a été élu maire de la commune par le nouveau conseil municipal.

#### Les équipements publics
- La mairie est située rue Camille-Benassy.
- Un nouveau centre de secours a été inauguré en 2007[42]. Ce centre de secours de Royère-de-Vassivière dessert les communes de Saint-Martin, Saint-Pardoux, Le Monteil-au-Viconte et Saint-Pierre-Bellevue, il dispose de 21 sapeurs-pompiers volontaires.
- Le trésor public est situé rue Alfred-Auphelle.
- La gendarmerie inaugurée par le ministre de la Défense de l'époque, Charles Hernu[43].

## Population et société

### Démographie

#### Évolution démographique
L'évolution du nombre d'habitants est connue à travers les recensements de la population effectués dans la commune depuis 1793. Pour les communes de moins de 10 000 habitants, une enquête de recensement portant sur toute la population est réalisée tous les cinq ans, les populations de référence des années intermédiaires étant quant à elles estimées par interpolation ou extrapolation. Pour la commune, le premier recensement exhaustif entrant dans le cadre du nouveau dispositif a été réalisé en 2005.

En 2022, la commune comptait 572 habitants, en évolution de +0,18 % par rapport à 2016 (Creuse : −3,32 %, France hors Mayotte : +2,11 %).
| 1793  | 1800  | 1806  | 1821  | 1831  | 1836  | 1841  | 1846  | 1851  |
| ----- | ----- | ----- | ----- | ----- | ----- | ----- | ----- | ----- |
| 1 568 | 1 456 | 1 683 | 1 775 | 2 306 | 2 289 | 2 451 | 2 480 | 2 503 |

| 1856  | 1861  | 1866  | 1872  | 1876  | 1881  | 1886  | 1891  | 1896  |
| ----- | ----- | ----- | ----- | ----- | ----- | ----- | ----- | ----- |
| 2 296 | 2 330 | 2 505 | 2 383 | 2 469 | 2 353 | 2 286 | 2 151 | 2 332 |

| 1901  | 1906  | 1911  | 1921  | 1926  | 1931  | 1936  | 1946  | 1954 |
| ----- | ----- | ----- | ----- | ----- | ----- | ----- | ----- | ---- |
| 2 216 | 2 165 | 2 139 | 1 521 | 1 542 | 1 232 | 1 251 | 1 123 | 964  |

| 1962 | 1968 | 1975 | 1982 | 1990 | 1999 | 2005 | 2006 | 2010 |
| ---- | ---- | ---- | ---- | ---- | ---- | ---- | ---- | ---- |
| 831  | 771  | 744  | 782  | 670  | 636  | 583  | 576  | 561  |

| 2015 | 2020 | 2022 | - | - | - | - | - | - |
| ---- | ---- | ---- | - | - | - | - | - | - |
| 569  | 578  | 572  | - | - | - | - | - | - |

#### Pyramide des âges
La population de la commune est relativement âgée. En 2020, le taux de personnes d'un âge inférieur à 30 ans s'élève à 19,7 %, soit un taux inférieur à la moyenne départementale (25,5 %). Le taux de personnes d'un âge supérieur à 60 ans (49,6 %) est très supérieur au taux départemental (38,9 %).
En 2020, la commune comptait 258 hommes pour 320 femmes, soit un taux de 55,36 % de femmes, supérieur au taux départemental (51,4 %).
Les pyramides des âges de la commune et du département s'établissent comme suit :
| Hommes | Classe d’âge | Femmes |
| ------ | ------------ | ------ |
| 1,6    | 90 ou +      | 8,1    |
| 14     | 75-89 ans    | 20,6   |
| 28,7   | 60-74 ans    | 25,3   |
| 18,6   | 45-59 ans    | 16,3   |
| 16,3   | 30-44 ans    | 10,9   |
| 9,3    | 15-29 ans    | 6,3    |
| 11,6   | 0-14 ans     | 12,5   |

| Hommes | Classe d’âge | Femmes |
| ------ | ------------ | ------ |
| 1,4    | 90 ou +      | 3,5    |
| 10,5   | 75-89 ans    | 14,5   |
| 24,7   | 60-74 ans    | 24     |
| 21,4   | 45-59 ans    | 20,4   |
| 14,9   | 30-44 ans    | 13,8   |
| 13,5   | 15-29 ans    | 11,2   |
| 13,7   | 0-14 ans     | 12,7   |

### Manifestations culturelles et festivités

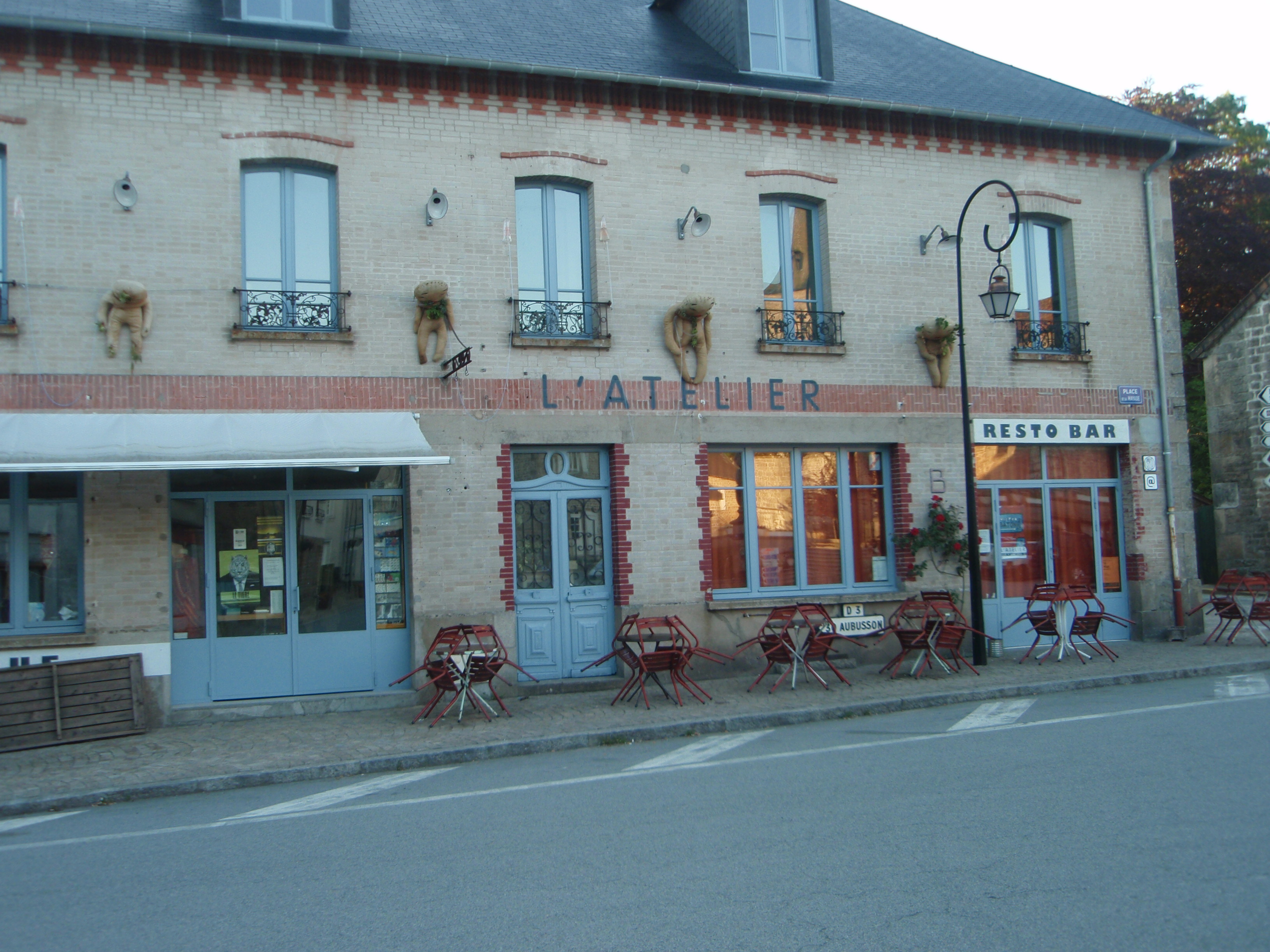
L'atelier.

- L'atelier[49] situé sur la place de la Mayade, offre nombre d'activités culturelles : concerts de musique, festival de BD en partenariat, journée d'animation sur un thème particulier... L'atelier est devenu un lieu de rencontre majeur du plateau de Millevaches avec en plus des animations, son bar brasserie et sa boutique de produits locaux et du monde. L'association Emile a une Vache participe activement à l'atelier en prenant en charge la programmation des concerts et l’organisation des Journées Éditions et Bandes Dessinées Indépendantes[50].
- L'association des Plateaux Limousins[51] située au lieu-dit Le Villard, l'association met à la disposition du public un espace verdoyant et calme à 3 km du Lac de Vassivière. Cette association est parmi d'autres un lieu d'accueil, d'animation (Aventurier 2000) et de formation pour des personnes de toutes origines, qui souhaitent participer à la mise en valeur des ressources de ce pays, développer des liens économiques, sociaux et culturels entre ses habitants, et à travers cela, exercer une responsabilité citoyenne.
- L'île de Vassivière héberge le Centre international d'art et du paysage de Vassivière[52], conçu par l'architecte italien Aldo Rossi, qui abrite des expositions d'artistes contemporains. Il est formé de deux bâtiments, l'un en forme de hangar et l'autre en forme de phare. Par ailleurs le Parc de sculptures, à l'extérieur, accueille chaque année des œuvres d'artistes du monde entier.
- Radio Vassivière est une radio locale dont le siège est à Royère. Elle a été créée en 1984 pour promouvoir le tourisme autour du lac de Vassivière et émet seulement pendant la période estivale de juillet et août. Après une année difficile en 1986 où elle cesse d'émettre, Radio Vassivière émet en permanence[53]. À Royère son antenne est située à puy Beaubier à une altitude au sol de 822 mètres soit 844 mètres au sommet de l'antenne. La dernière autorisation d'émettre du CSA date du 11 septembre 2007 avec une fin de celle-ci au 22 septembre 2012[54].
- La télévision local Télé Millevaches participe aussi à l'animation de la commune.

### Sports et loisirs

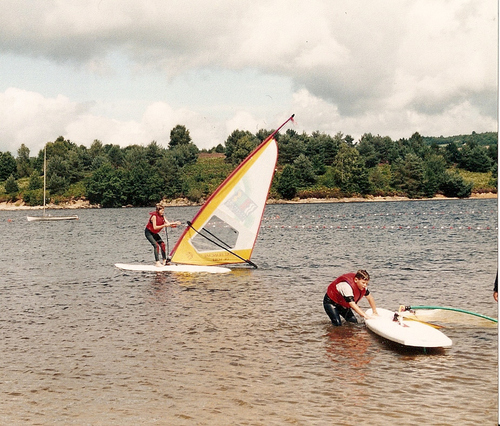
Planche à voile sur le lac de Vassivière en 1996.

- Avec le lac de Vassivière, c'est le premier pôle de loisirs et de sport de la région au cœur d’une nature préservée et vallonnée de landes et de bruyères, avec notamment 45 kilomètres de rivage, cinq plages surveillées, diverses activités nautiques (ski nautique, voile, pêche…) et nature (VTT, randonnées, balades à dos d'âne, cheval, champignons…), des hébergements variés (hôtels, terrains de camping, chambres d'hôtes, gîtes…). Toutefois la fréquentation touristique reste modeste se concentrant essentiellement dans la période estivale[55].
- D'autres lacs et étangs sont situés sur le territoire communal : lac de Lavaud-Gelade…
- Le GR de pays des cascades, landes et tourbières est un circuit de 65 kilomètres permettant de relier Royère à Bourganeuf en passant par Saint-Pierre-Bellevue, Saint-Pardoux-Morterolles, Faux-Mazuras, Saint-Martin-Château, Saint-Junien-la-Bregère. Le circuit permet de visiter de nombreux sites naturels et monuments remarquable de la région : tourbières, Cascade des Jarrauds, Cascades et champs de pierres d’Augerolles, le moulin d'Augerolles, la Tour Zizim, pont de planche en granit, croix, églises, sites inscrits des Gorges du Verger et des Roches de Mazuras … Le circuit peut s'effectuer à pied, en trois ou quatre jours ou en un ou deux jours à VTT ou à cheval[56].
- L'enduro de Vassivière accueille des compétitions de quad[57]. Par exemple, la manifestation des 9 et 10 février 2008 a accueilli plus de 250 participants[58]. La compétition est réservée aux quads immatriculés et assurés sur parcours ouverts à la circulation. L'organisation est supervisée par le Vassivière Club Tout-Terrain. Outre l'Enduro Quad, d'autres manifestations étaient organisées en 2008 : le 13 avril Endurance Moto et Quad, Championnat de France de motomarine le 1er mai sur le lac de Vassivière, le 11 mai Trial 4x4 avec Moto Cross et Quad Cross, les 13 et 14 juillet 2008 le 12e Endurance Quad et enfin les 18 et 19 octobre 2008 le Quad Cross Family[59].
- La pêche avec La Maulde et le Thaurion, rivières de première catégorie qui font le bonheur des pêcheurs, qui n'hésitent pas aussi à taquiner le brochet ou la carpe sur les lacs de Vassivière (mille hectares) et Lavaud-Gelade (trois cents hectares).
- Les fêtes du 15 août : brocante, course à pied, cavalcade, retraite aux flambeaux, feu d'artifice et repas organisé par les sapeurs pompiers[60].
- La chasse avec une chasse aux chiens courants et en battue.
- Le parc naturel régional de Millevaches en Limousin créé par décret du 18 mai 2004 s'étend sur 113 communes, couvre une superficie de 300 000 hectares et compte 38 000 habitants. Ce classement permet notamment de mener des actions visant à préserver la richesse des milieux naturels du plateau (par exemple, les tourbières)[61].

## Économie
L'agriculture et l'élevage tiennent une place importante, la commune ayant fait depuis de nombreuses années le choix de la qualité et du terroir : élevage bovin de la race limousine, élevage caprin, agriculture biologique, production de petits fruits rouges…
La filière bois : la forêt couvre le tiers de la région Limousin. C'est une ressource naturelle non négligeable. Il s'agit essentiellement d'une forêt nouvelle à base de Douglas destinés à fournir du bois d'œuvre pour la transformation traditionnelle (sciage, menuiserie, charpente…). Les « petits bois » servent eux de bois d'industrie, transformé en pâte à papier, agglomérés, palettes…
Tourisme vert  et culturel : le Limousin est la région de France qui bénéficie de la meilleure qualité d'air et ses eaux de rivière sont très pures. Des paysages naturels de forêts, de rivières, de lacs, de landes, de bocages séduisent les touristes.
Ces visiteurs sont accueillis dans des structures multiples : hôtels, restaurants, gites, chambres d'hôtes, campings… L'activité commerciale de proximité est variée : cafés, restaurants, brasserie et bar, hôtels, gites et campings, enseignes de santé ; pharmacien, infirmier et maison de retraite, commerces d'alimentation épicerie, boulangerie et boucherie, des artisans pépiniériste, taxi, jardin, aménagement d'intérieur et des services bancaires. Un marché se tient tous les mardis matin.
Un projet éolien est porté par l'Association du Parc éolien de Cassini. L'objectif est d'implanter des éoliennes sur la ligne de crêtes allant du Signal du Picq (Royère) au Puy de la Prade (Le Compeix).
Le taux de chômage est de 7,7 % avec 16 chômeurs en 2005 soit une amélioration de la situation par rapport à 1999 où avec un taux de 8,4 %, 19 chômeurs étaient comptabilisés.

## Culture locale et patrimoine

### Lieux et monuments
Le lac de Vassivièrec'est le plus important plan d'eau du Limousin avec ses 976 hectares.
Le lac de Lavaud-Geladeil est formé par le barrage de Lavaud-Gelade situé sur le territoire communal.
Église Saint-Germainun diplôme de l’an 626 parle de Rovaria Monasterium, qu’on aurait tort de traduire par monastère de Royère et qui signifie moûtier ou église de Royère.
 Cette église a donc de lointaines origines. L’édifice actuel date de la fin du XIIIe siècle ou plutôt du XIVe siècle. Le porche et le clocher qui le surmontent paraissent dater du XVe siècle. Les baies du clocher en arc brisé comme la porte d’accès avec deux voussures, des colonnettes et des chapiteaux décorés de feuilles de chou pourraient provenir de l’ancien clocher. Sur la face du clocher, au-dessus de la porte, une pierre sculptée porte l’écu des Comborn (deux lions passants). Une Communauté de Frères desservait l’Église depuis l’année 1491. L'édifice est inscrit au titre des monuments historiques en 1963.
La lanterne des morts

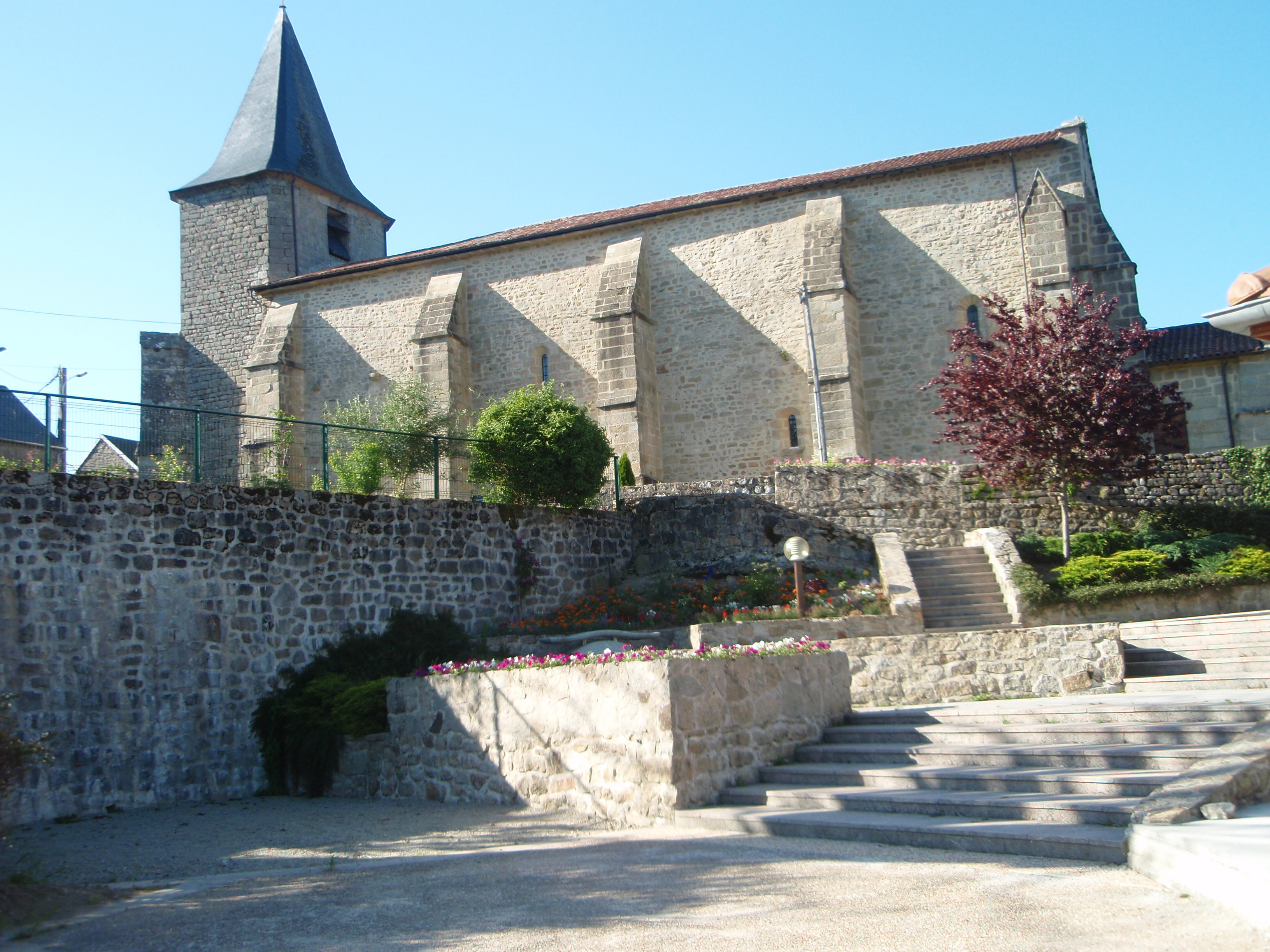
L'église Saint-Germain. Vue sud.
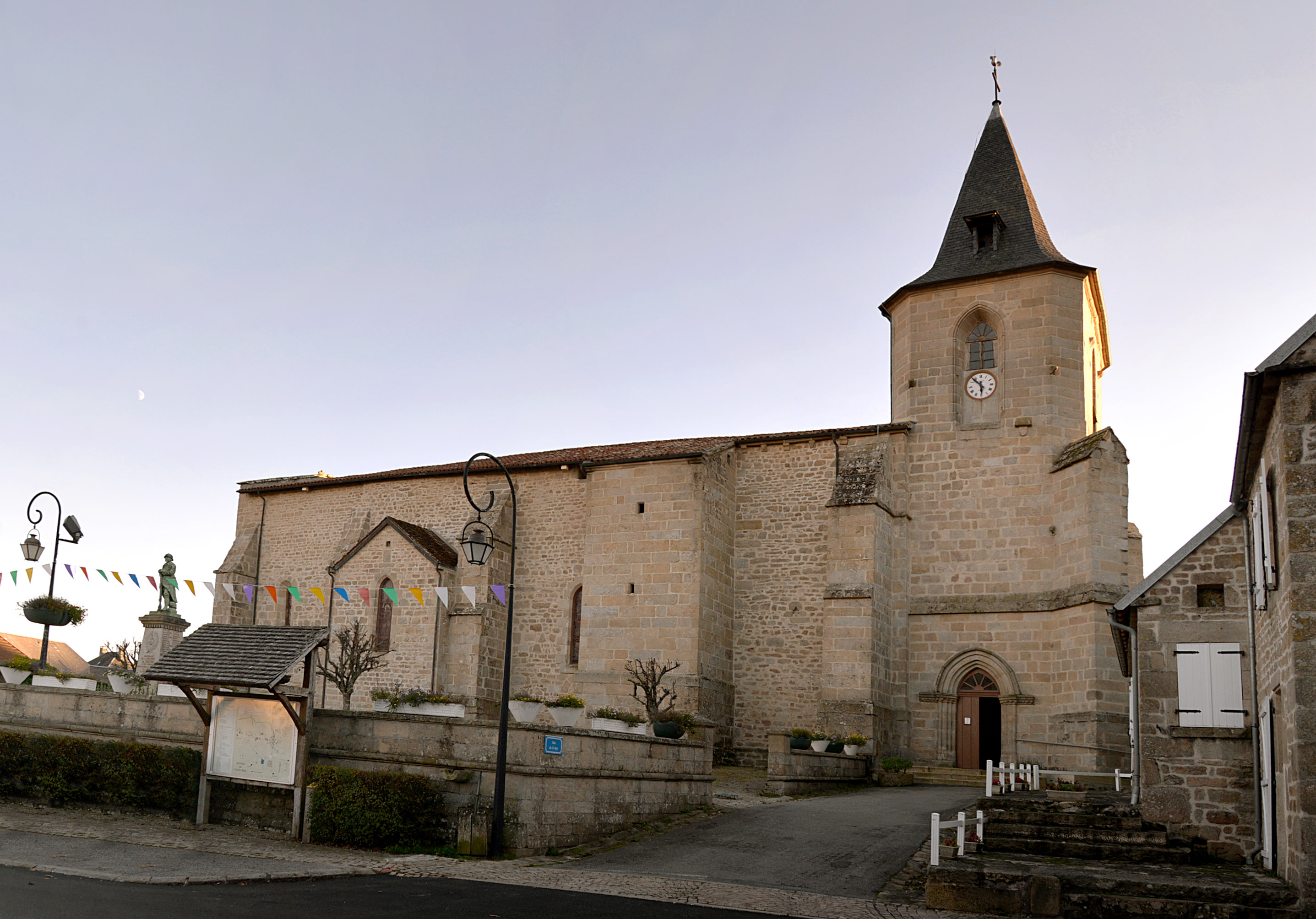
L’église Saint-Germain. Vue nord.
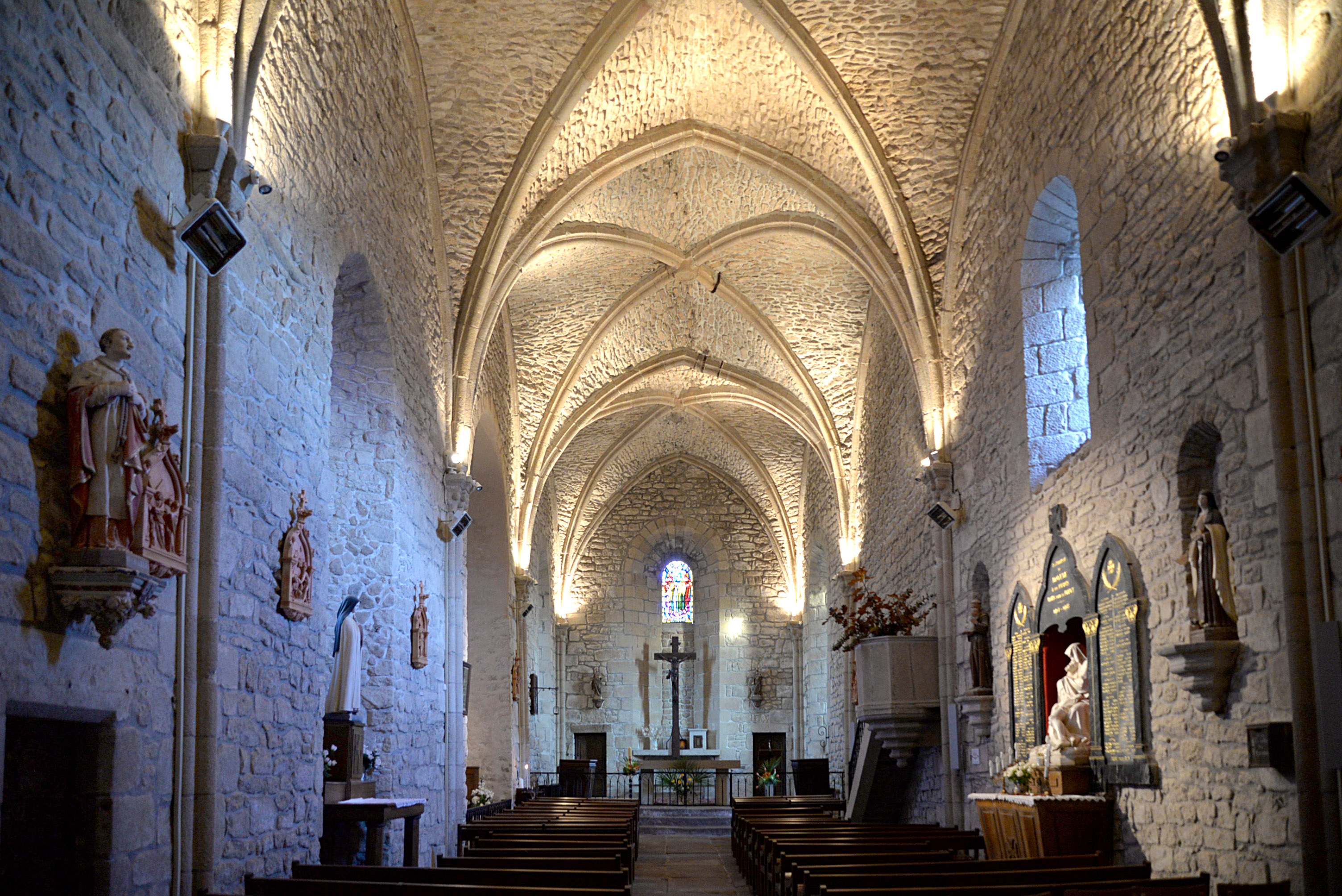
La nef de l'église Saint-Germain.
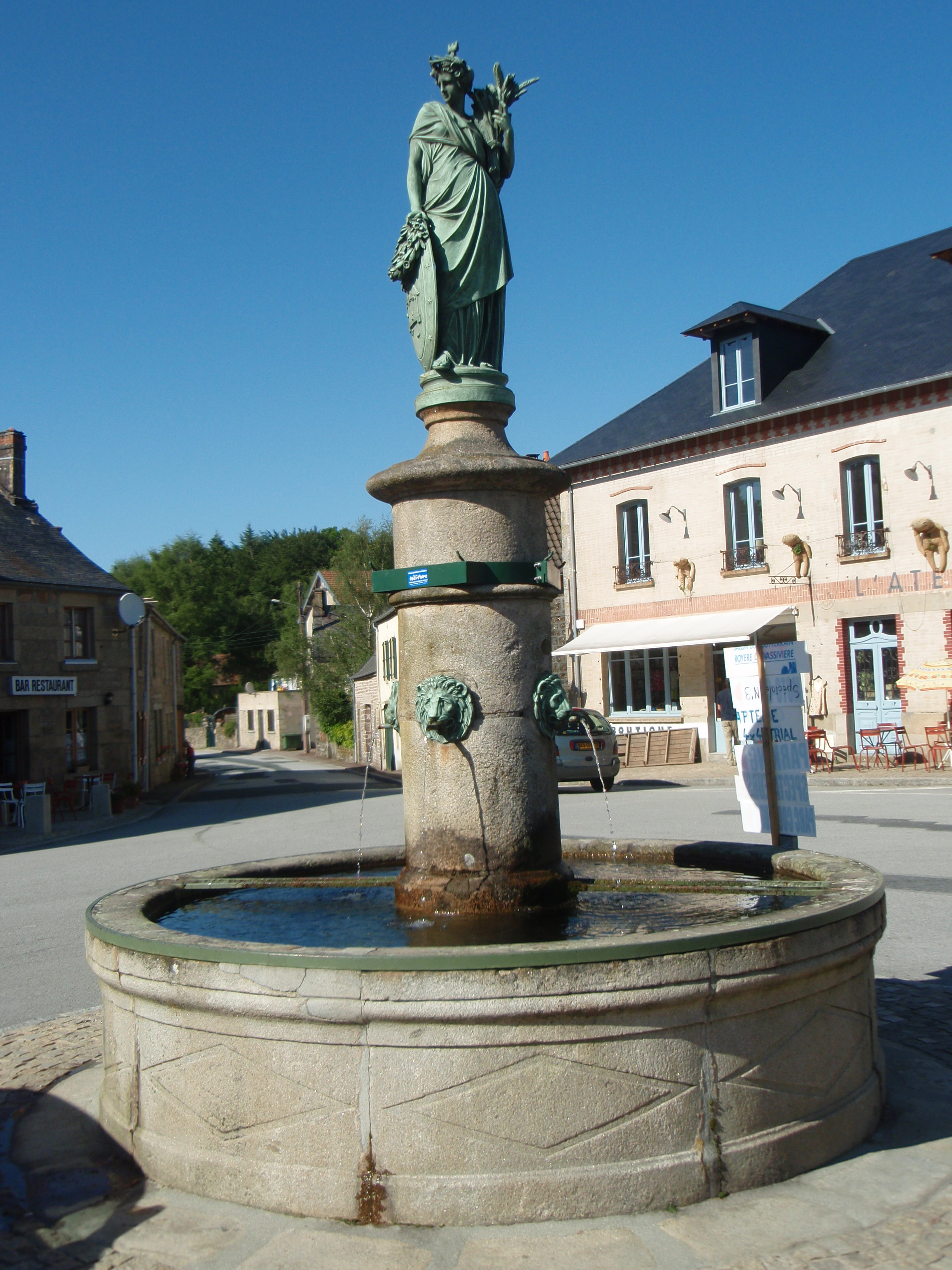
La fontaine de la place de la Mayade.

La fontaine de Cérèselle est située sur la place de la Mayade, face à l'église Saint-Germain. C'est une des fontaines construites en 1871, afin de pallier le problème d'eau de la commune. Elle est constituée d'un bassin circulaire en pierres de taille. La déesse, en fonte bronzée, surmonte une colonne de granite où des mascarons en forme de têtes de lion offrent l'eau de la fontaine. C'est la déesse Cérès qui apprit aux hommes l'art de cultiver la terre, de semer, de récolter le blé et d'en faire du pain.
La croix de Magadou ou de La Mottecette croix en granite est remarquable. Dans un losange s'inscrit le Christ en croix, au revers, la Vierge et l'Enfant et à ses pieds, un reposoir pour les cercueils. Elle date du XVIe ou du XVIIe siècle. C'est au lieu-dit la Motte que Zénon Toumieux signale avoir trouvé les vestiges du château de Royère détruit par les Anglais pendant la guerre de Cent Ans.
La Rigole du diablecreusée par le Thaurion ou peut être par le diable lui-même, c'est une rivière tumultueuse parsemée de blocs rocheux, site très apprécié des randonneurs, des pêcheurs de truites et des conteurs.
La « Pierre du Crapaud »c'est un bloc erratique situé non loin du bourg.
La tourbière de la Mazureelle est située entre les communes de Royère-de-Vassivière, Le Monteil-au-Vicomte et Saint-Pierre-Bellevue. Cette tourbière est aménagée pour la visite du public.
Enfin, il subsiste aussi un « petit patrimoine » lié à l'usage de l'eau (fontaine, abreuvoir, puits, lavoir…) très riche.

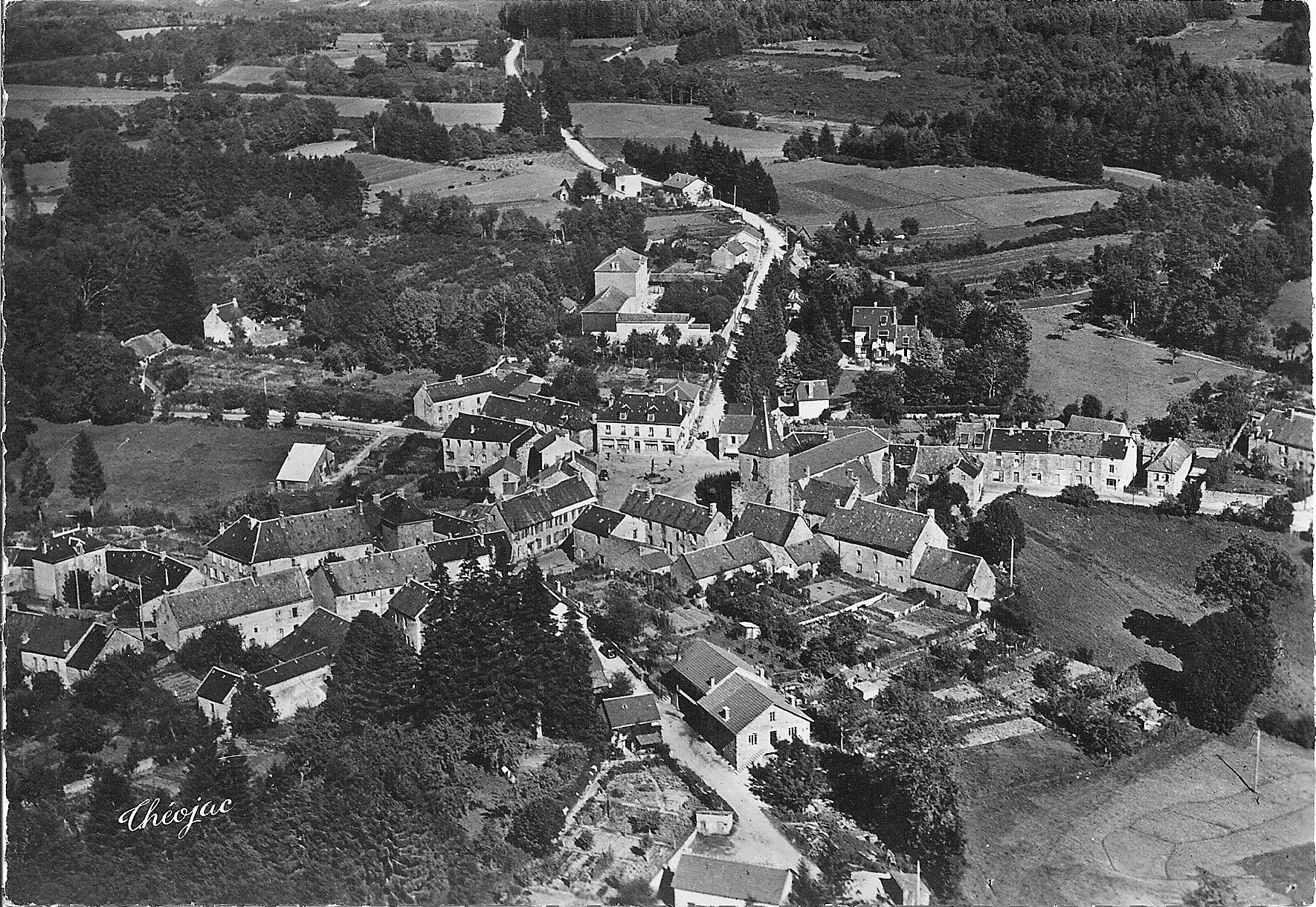
Vue générale en 1957.
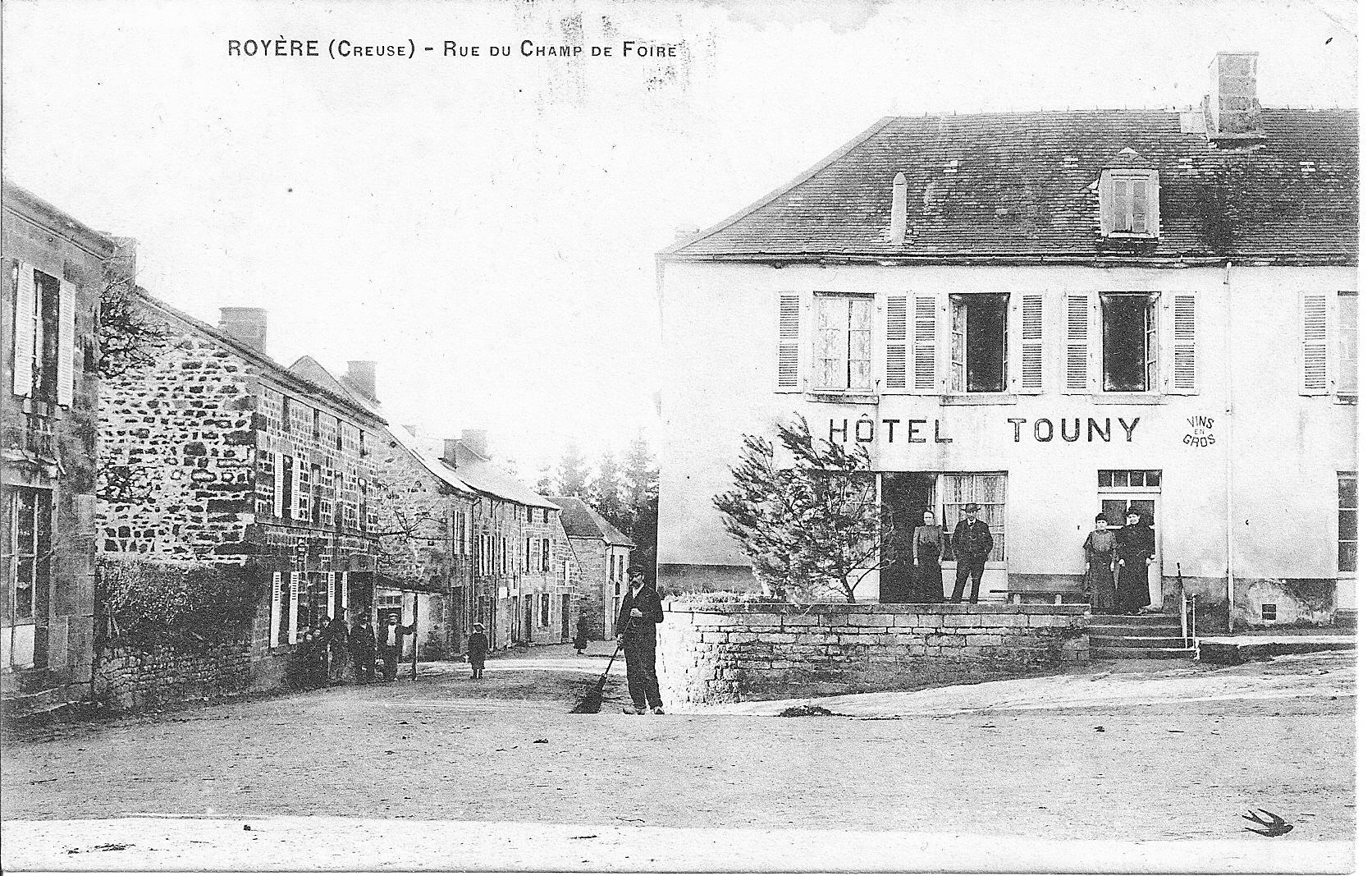
Hôtel de Touny.
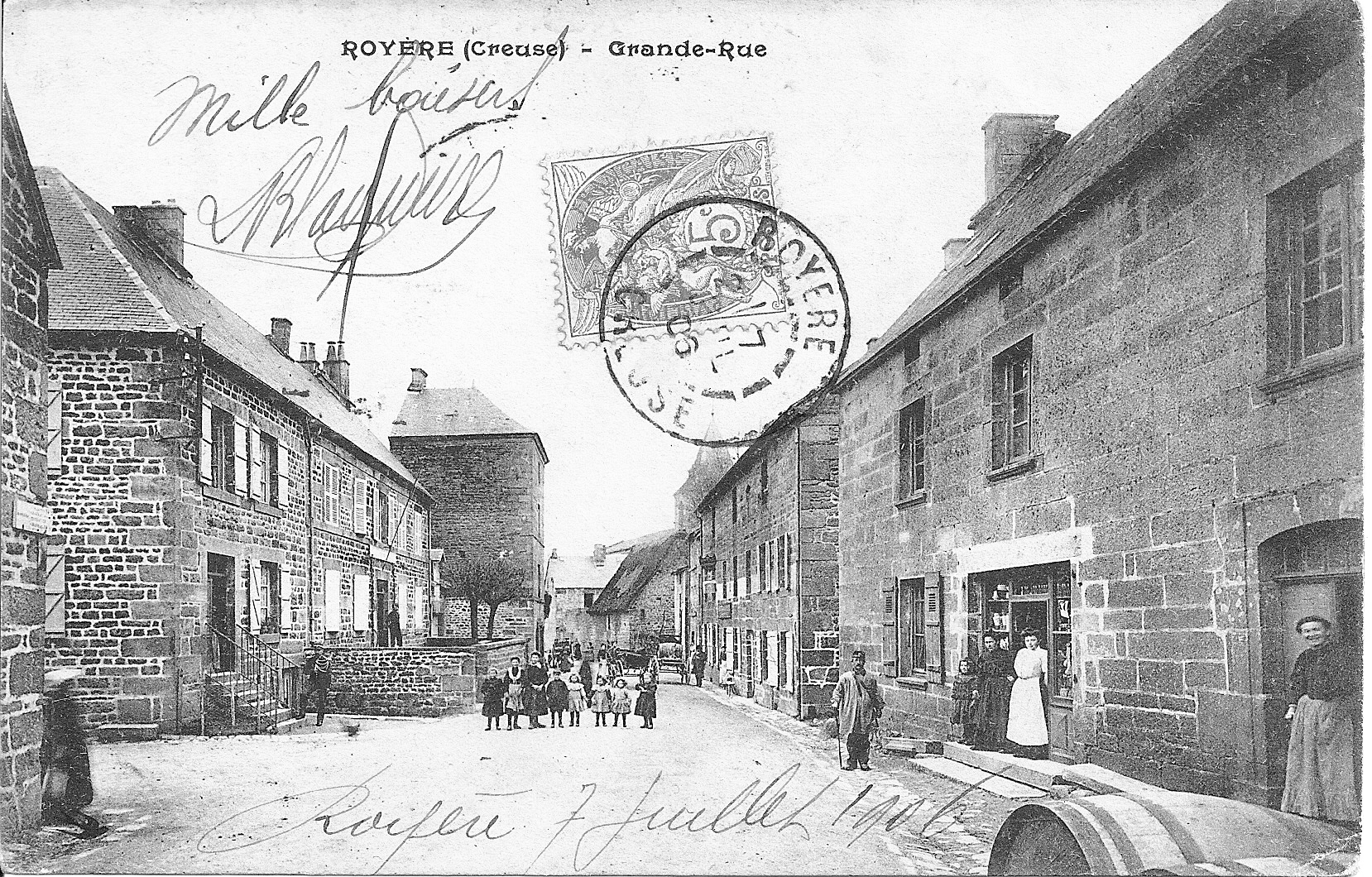
La grande rue.
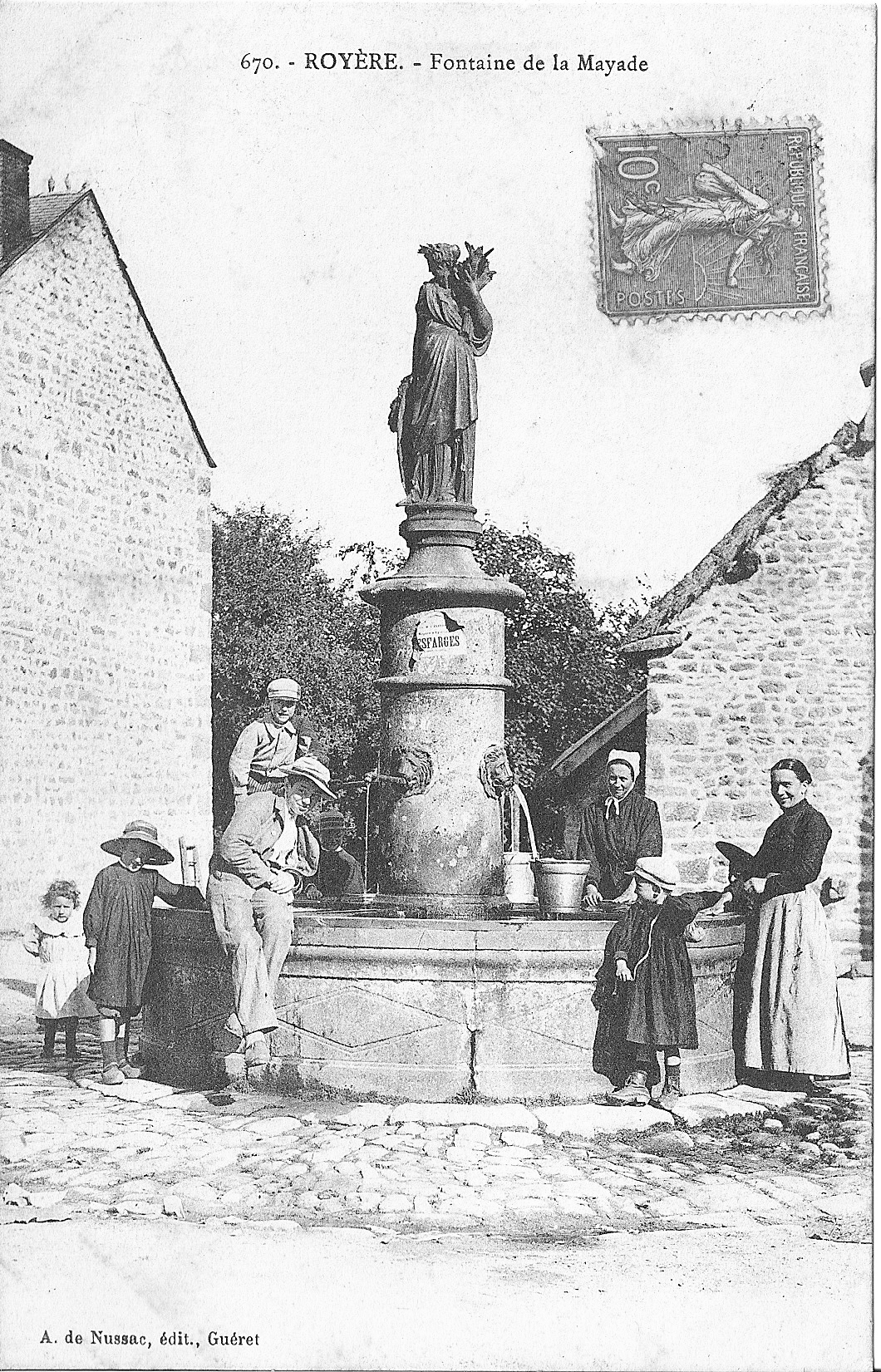
Fontaine de Céres.
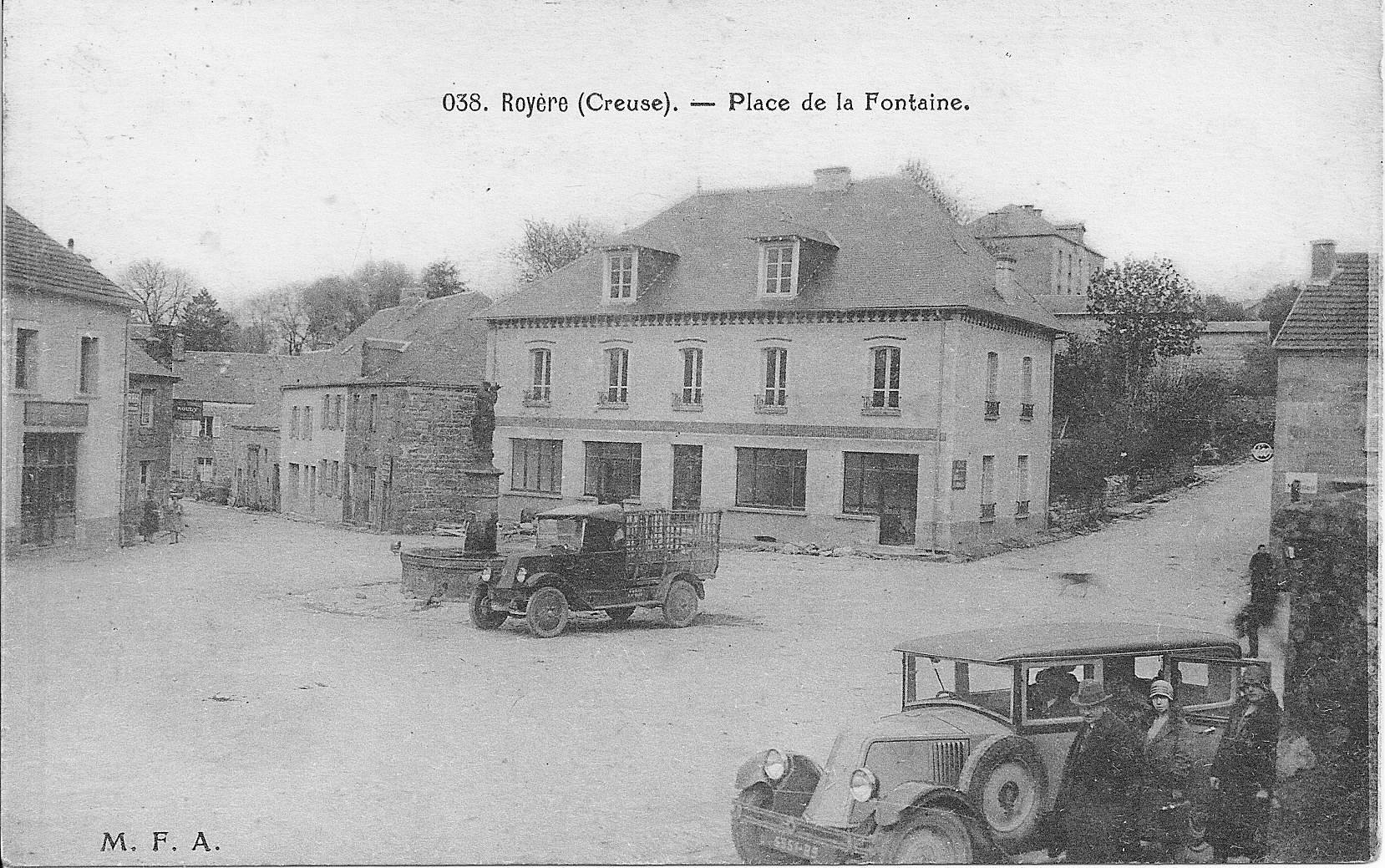
La place de la Mayade début 1900.
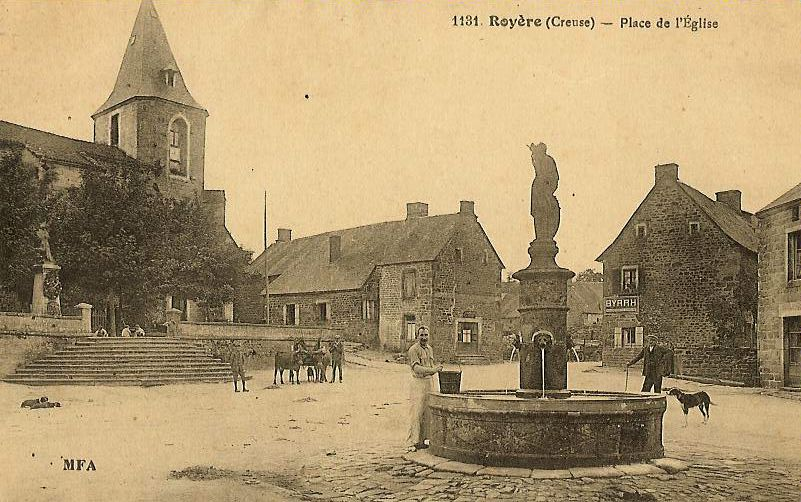
Place de la Mayade.
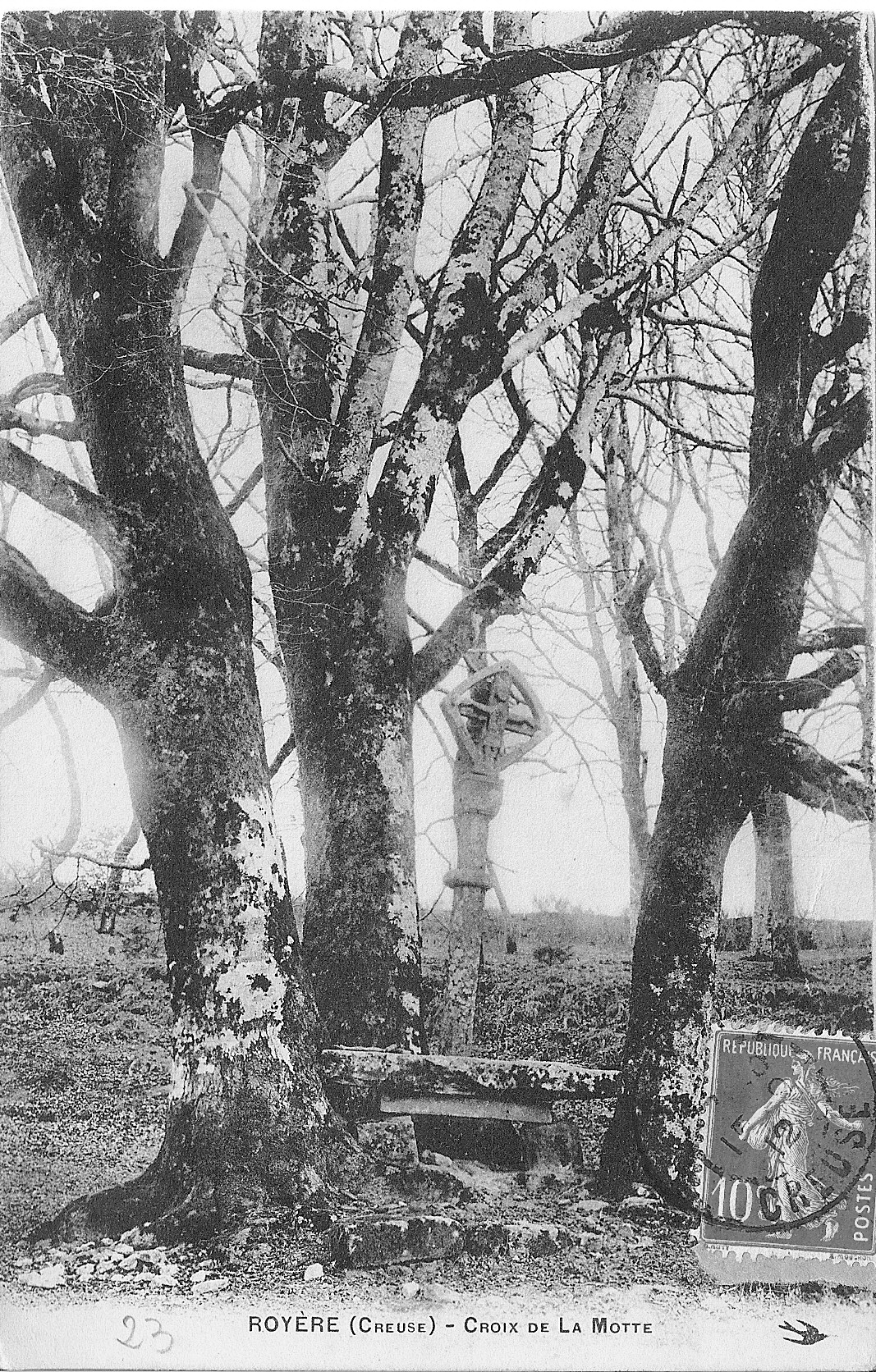
Croix de la Motte en 1912.
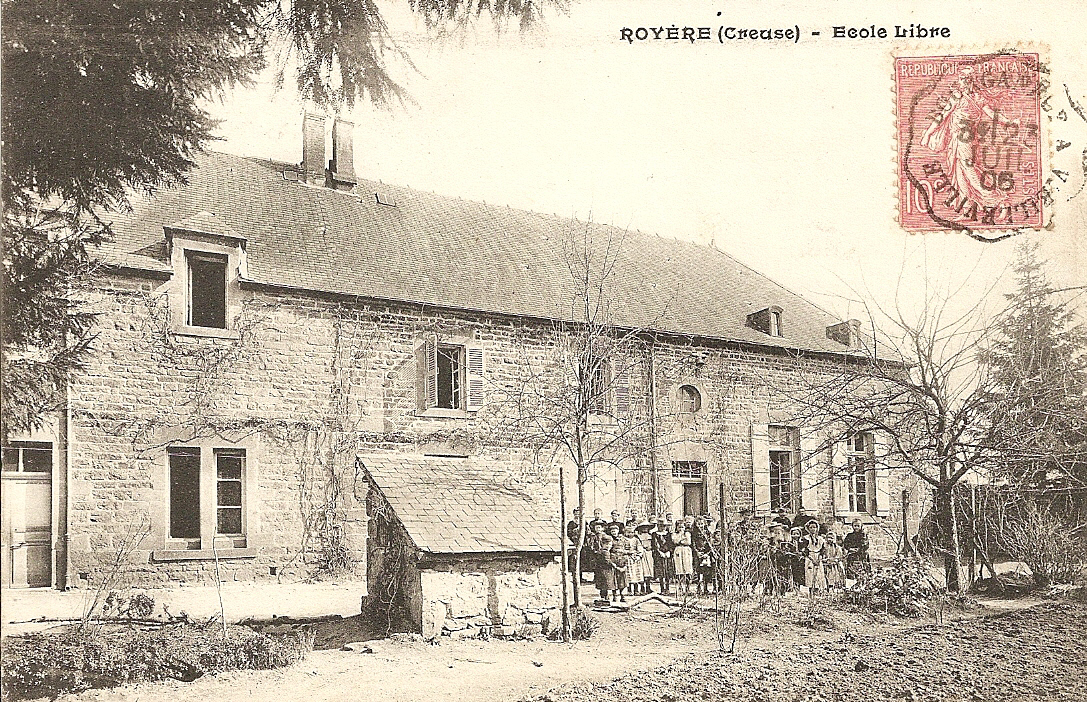
L'école privée au début du XXe siècle.
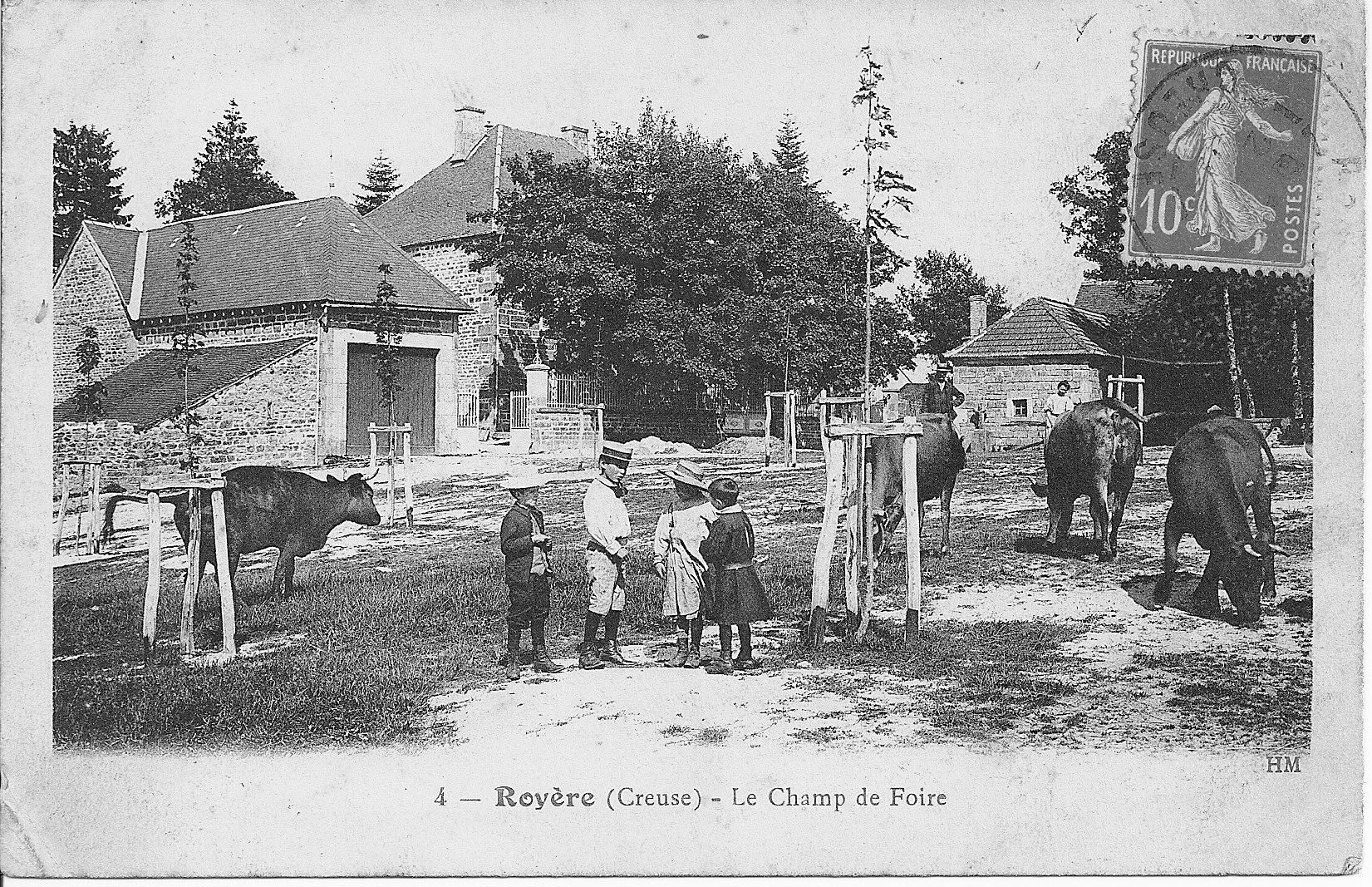
Le champ de foire.
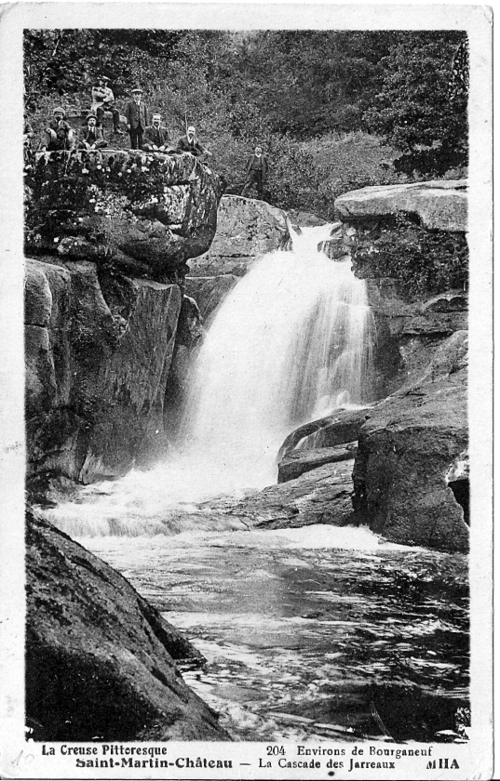
La cascade des Jarrauds.

### Langue
Jusqu'au XVIe siècle, le limousin est la langue officielle, elle appartient à la famille des langues d'Oc, dialecte de l'ensemble occitan (à côté de l'auvergnat, du languedocien, du gascon et du provençal).
Elle est la langue des troubadours (trobadors en occitan, de trobar=trouver -le thème, la rime…-). Le limousin reste la langue dominante jusqu'au début du XXe siècle. Puis le français prend le dessus, notamment avec l'interdiction de parler l'occitan à l'école. Le limousin est donc dès les années 1930 peu à peu relégué aux zones les plus rurales, où elle est encore parlée, mais surtout par les natifs limousins âgés. Elle tend donc à disparaître totalement.
On trouve également une signification occitane dans de nombreux patronymes et dans la majorité des toponymes limousins. La langue a surtout laissé sa trace dans les tournures de phrases (limousinismes) des Limousins, ainsi que dans leur accent.

### Personnalités liées à la commune

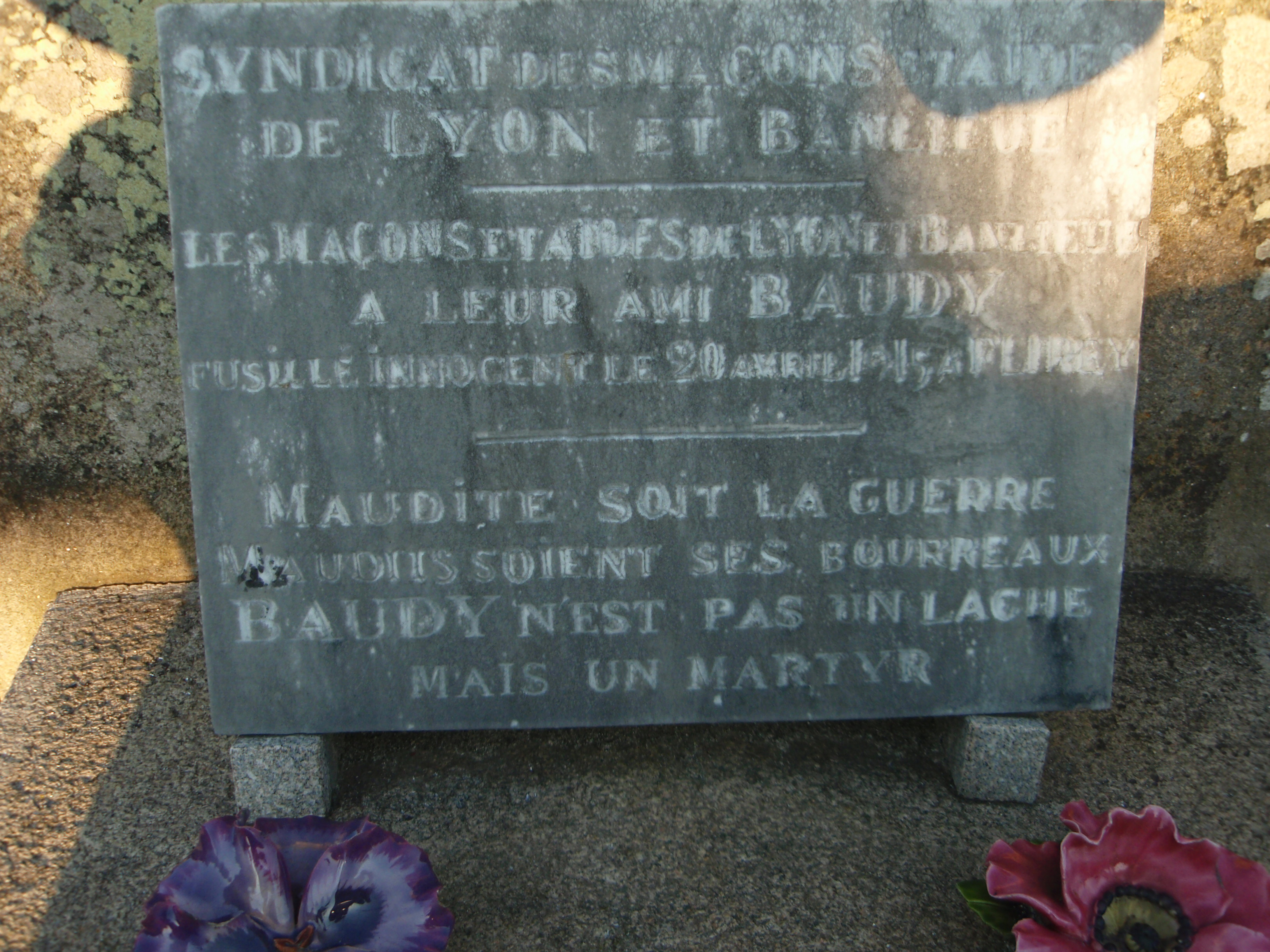
La stèle sur la tombe de Félix Baudy.

- Jacques-Marie-Jules-Zénon Toumieux est né en 1832 à Royère et mort en 1906 dans cette même commune. Entre 1863 et 1877, il exerça les fonctions d'élu comme maire de Royère et conseiller d'arrondissement[71]. Il fut aussi notaire à Royère. Passionné d'histoire locale et de sylviculture, Zénon Toumieux étudie l'histoire de Royère et travaille aussi sur la généalogie des grandes familles de la commune et les seigneuries locales. Il écrit de nombreux ouvrages parmi lesquels : 'Quelques familles de Royère en 1883 et Royère jadis, aujourd'hui en 1886. Ce dernier a été réédité en 2004.
- Félix Baudy. Ce soldat au 63e RI, 5e Cie, est un Soldat fusillé pour l'exemple le 20 avril 1915 à Flirey, à la suite du refus collectif de sa compagnie de remonter à l'assaut, le 19 avril, de la crête de Mort-Mare (600 morts en trois jours). Réhabilité en 1934, ce militant de la Confédération générale du travail des ouvriers maçons était né le 18 septembre 1881 à Royère. Trois autres poilus ont été fusillés avec Félix Baudy : le soldat François Fontanaud de Montbron en Charente, le caporal Antoine Morange de Champagnac-la-Rivière dans la Haute-Vienne et enfin l'ami de Félix, Henri Prébost né à Saint-Martin-Château et qui était lui aussi maçon à Villeurbanne où il vivait[72]. Félix Baudy est inhumé dans le cimetière de Royère[73] et son nom est inscrit sur le monument aux morts de la commune[74].
- Camille Benassy est né le 25 février 1887 au Monteil-au-Vicomte et mort le 26 mai 1958 à Royère-de-Vassivière. Il fut notamment maire de Royère pendant près de 30 ans, mais aussi : maire d'Aubusson[75], député socialiste de la Creuse, directeur de cabinet de Ludovic-Oscar Frossard (ministre des travaux publics), directeur de cabinet d'Albert Rivière (ministre des pensions puis des anciens combattants) dans le Gouvernement Léon Blum (1).
- Pierre Ferrand est né le 19 mars 1913 à La Saunière (Creuse) et mort le 25 janvier 1996 à Guéret (Creuse). Il sera député de 1956 à 1958 puis maire de Royère de 1958 à 1989. Son nom est attaché à la création du lac de Vassivière. Il reste un des artisans du développement touristique du secteur, dont il a présidé le syndicat inter-départemental durant de nombreuses années.

### Gastronomie

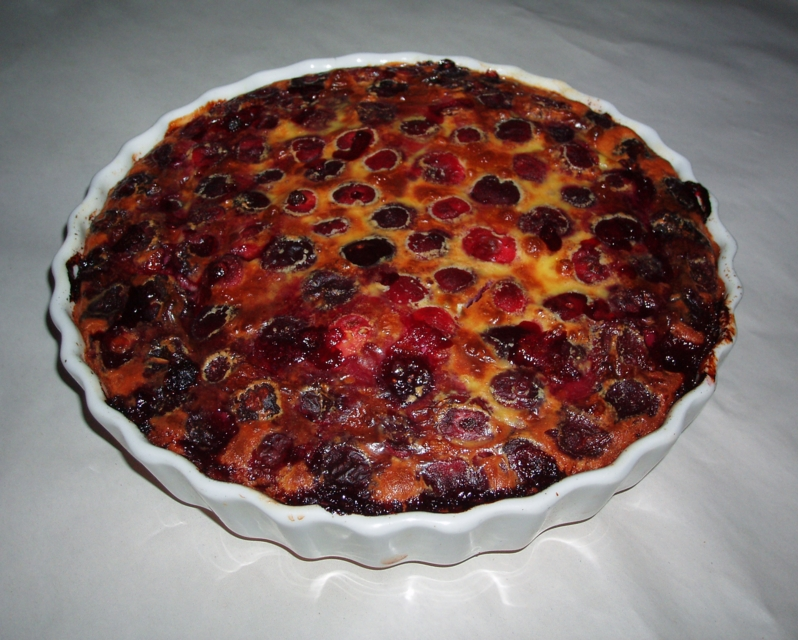
Le clafoutis.

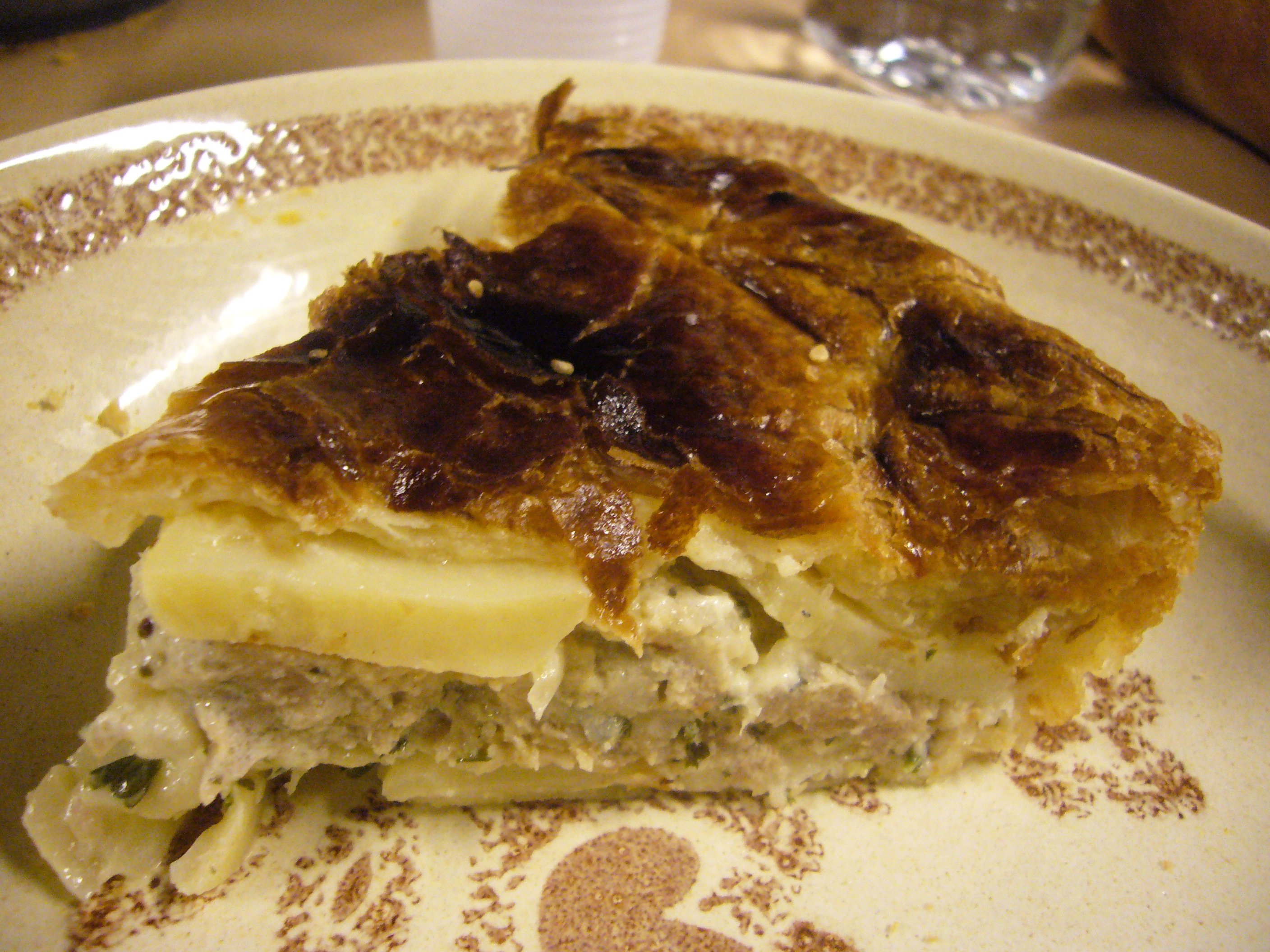
Le pâté de pommes de terre.

La Cuisine limousine et plus particulièrement la cuisine creusoise sont caractérisées par l'adaptation à un terroir plutôt pauvre, d'où des plats souvent simples mais délicieux. Elle fait également grand usage des myrtilles, des châtaignes, des champignons et des pommes de terre.
La Flognarde est une sorte de clafoutis, peu épais cuit dans un grand moule. Le Gâteau creusois est un dessert pur beurre aux noisettes, spécialité récente de la Creuse. Le Pâté aux pommes de terre, est plus traditionnel et se décline avec ou sans viande selon la région et les habitudes de la maîtresse de maison.

### Royère-de-Vassivière et le cinéma
Le village est au centre de l'intrigue du film Nature contre nature.